# Porsche Boxster
Ne pas confondre avec Porsche 718 Boxster
Le Porsche Boxster est une automobile sportive produite par le constructeur automobile allemand Porsche à partir de 1996. Le nom est une fusion des mots « boxer », le type de moteur avec cylindres à plat, et de « roadster », un petit cabriolet à deux portes et deux places. Elle est équipée d'un moteur six-cylindres à plat atmosphérique.
Il en existe quatre générations : les premières Boxster sont appelées « Type 986 », puis « Type 987 » en 2005, « Type 981 » en 2012 et le « Type 718 » en 2016. Différentes déclinaisons de Boxster existent comme le Boxster S, ou encore GTS ou Spyder, selon les motorisations ou particularités extérieures. À partir de 2016, le Boxster devient 718 Boxster et passe à une motorisation turbocompressée à quatre cylindres.
Le modèle Boxster est le véhicule d'entrée de gamme de la marque Porsche ; le Cayman est son équivalent coupé, construite sur la même base.

## Développement

### Concept
Au début des années 1990, les ventes de Porsche baissent et le constructeur est dans une situation économique difficile. La Boxster naît de la volonté du Président de Porsche AG, Wendelin Wiedeking, d'élargir la clientèle Porsche ; elle constitue ainsi l'entrée de la gamme et vise une clientèle plus volontiers féminine, désireuse d'utiliser cette voiture au quotidien (dimensions réduites, présence de deux coffres). L'idée est de créer un cabriolet à deux places, léger, sportif et relativement économique. Le projet est lancé au printemps 1992, et la Boxster apparaît en tant que prototype en janvier 1993, au salon de Détroit. Ce prototype est désormais visible au Porsche Museum, à Stuttgart. Le concept du véhicule est conçu par l'Américain Grant Larson, travaillant sous la supervision d'Harm Lagaay qui avait déjà dessiné pour Porsche la 911 et la 968. Il est inspiré de la Porsche 356 Spyder et Speedster ainsi que de la Porsche 550 Spyder. La Boxster dans sa version commercialisée opère des changements importants, comme l'arrière et les prises d'air latérales, tandis que la partie avant reste assez fidèle au concept.

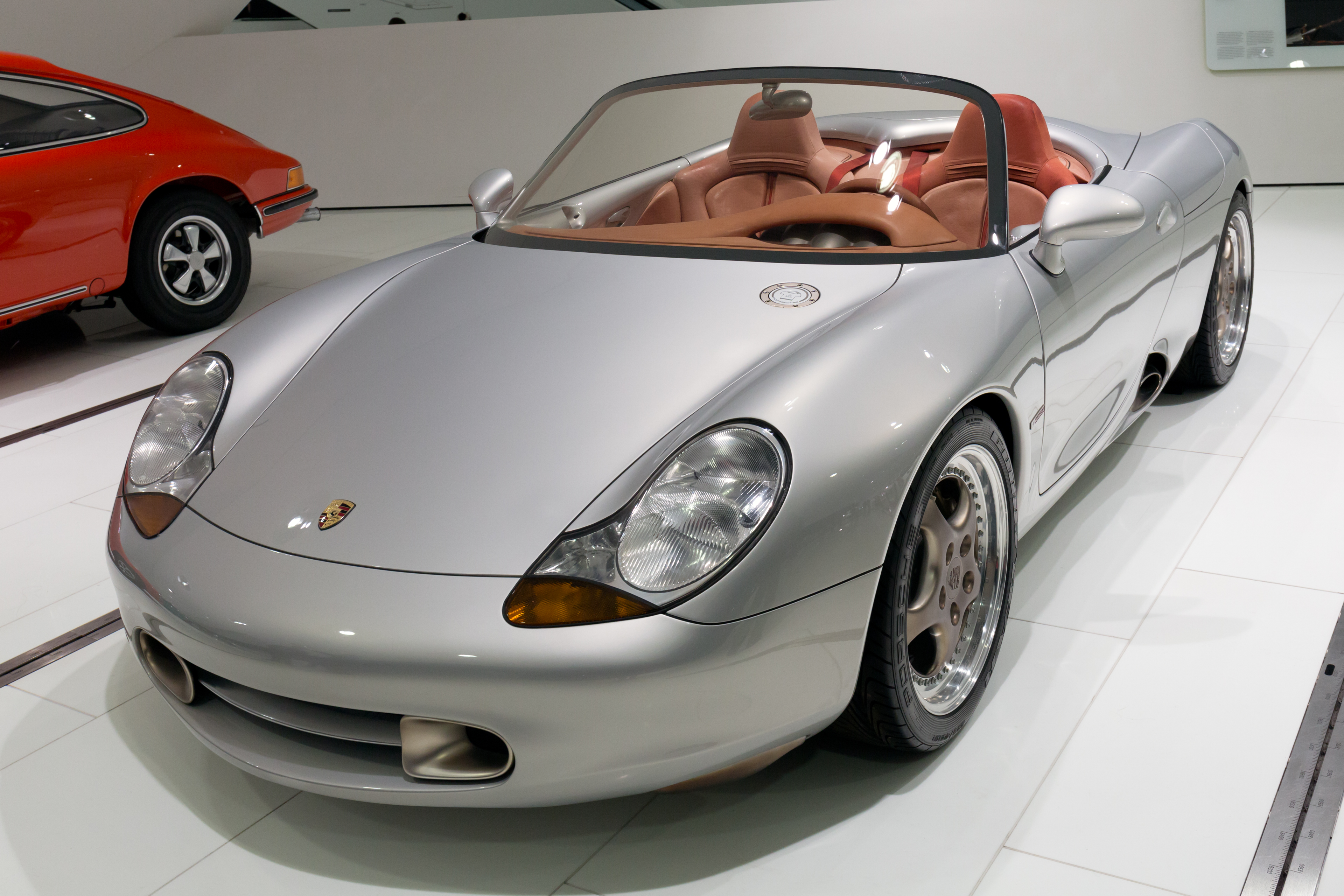
La Boxster Concept de 1993, au Porsche Museum.
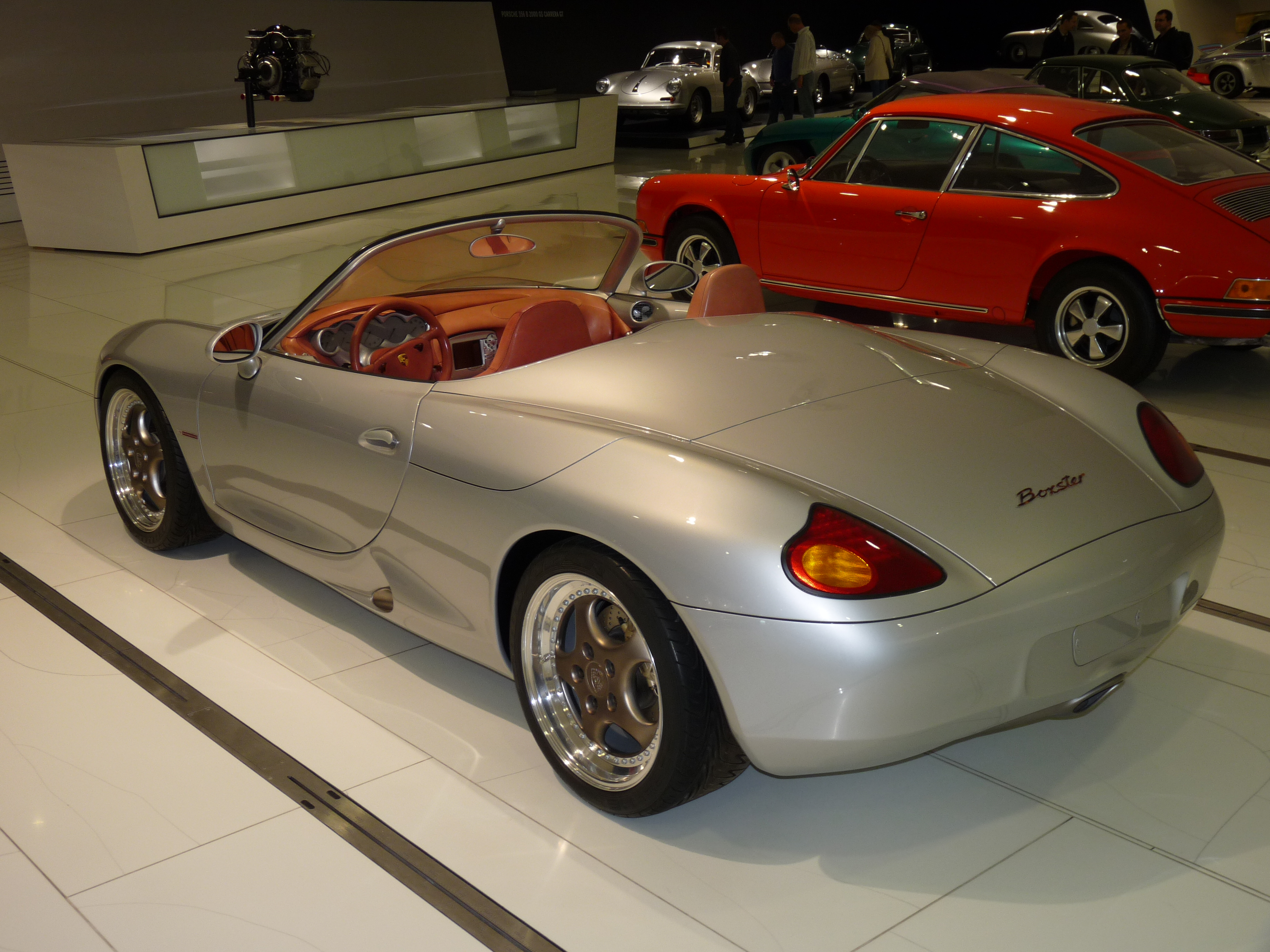
L'arrière de la Boxster Concept.
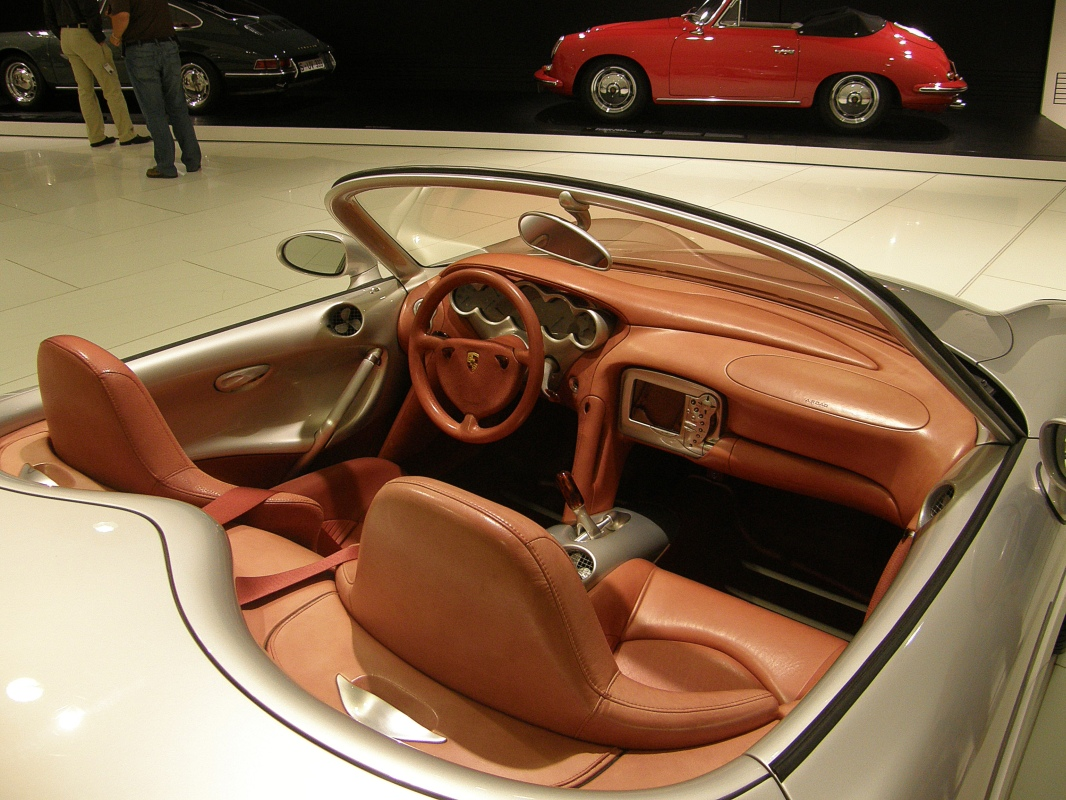
L'habitacle de la Boxster Concept.

### Une production à coût raisonnable
La version définitive ne sortira des usines que trois ans et demi plus tard, en 1996, à un moment où Porsche ne vendait plus que la 911 (type 993) qui était le modèle le plus cher de la gamme, depuis l'arrêt des 928 et 968 en 1995. Contrairement aux modèles précédents, la Boxster a été mise au point de façon à moderniser et rationaliser la production. L'entreprise a dû être remaniée et revoir ses méthodes de production grâce à des ingénieurs de chez Toyota recrutés à cet effet, afin de baisser les coûts de fabrication de façon importante. Par ailleurs, le succès fut au rendez-vous et il est fort probable que l'introduction de la Boxster ait sauvé Porsche d'un rachat. Ses feux avant ont été repris par la suite pour la 911 (Type 996), sa "grande sœur" sortie deux ans plus tard ; leur face avant est d'ailleurs très similaire.

## Type 986 (1996 - 2004)
Le nom 986 désigne la première génération de Boxster commercialisée de 1996 à 2004. Une version reliftée est apparue en 2002, et elle sera déclinée en deux versions : Boxster et Boxster S.
Il s'agit d'une propulsion avec un moteur à six cylindres à plat (aussi appelé flat six) placé en position centrale arrière, et refroidi par eau, contrairement aux 911 qui jusque-là étaient refroidies par air. Le moteur est équipé de culasses à quatre soupapes par cylindre commandées par deux doubles arbres à cames en tête. La boîte de vitesses manuelle à 5 rapports est d'origine Audi, une boîte Tiptronic S avec commandes au volant est disponible en option.
Porsche propose pour la première fois le système PSM (Porsche Stability Management), qui contrôle électroniquement les freins de chaque roue pour garder le contrôle de la voiture en cas de perte d'adhérence ou de comportement anormal du véhicule. Il peut également aller jusqu'à réduire la puissance du moteur.
La capote en toile se replie électriquement derrière les deux sièges, et se déplie en 12 s, sachant que la voiture doit être à l'arrêt pour cette manœuvre.
La Boxster (986) sera produite à 55 705 exemplaires, et la Boxster S (986) à 46 945 exemplaires.

### Phase 1
À la sortie de la première Boxster, seul un moteur de 2,5 L développant 204 ch était disponible. Celui-ci était souvent considéré comme sous-dimensionné, surtout au vu de l'excellent comportement routier du véhicule. Pour remédier à cela, il a été remplacé en 2000 par un 2,7 L plus puissant, et un deuxième modèle, la Boxster S, apparaît équipé d'un moteur 3,2 L de 252 ch. Celui-ci est secondé d'une boîte de vitesses à 6 rapports fabriquée par Porsche, qui lui confère une vitesse de pointe de 260 km/h et un 0 à 100 km/h en 5,9 s.
Afin de freiner correctement la Boxster S plus rapide, cette dernière hérite du système de freinage de la 911 (996) Carrera : des disques ventilés et percés de 318 mm à l'avant et 299 mm à l'arrière, et un ABS. À l'extérieur, la version S se reconnaît à une double sortie d'échappement et des jantes de 17 pouces. La Boxster S est également mieux équipée à l'intérieur, avec quatre airbags, la climatisation et les sièges en cuir de série.
Motorisations Phase 1
1996
- Modèle Boxster : 6 cyl./24 s, 2,5 L, 204 ch

2000
- Modèle Boxster : 6 cyl./24 s, 2,7 L, 220 ch
- Modèle Boxster S : 6 cyl./24 s, 3,2 L, 252 ch

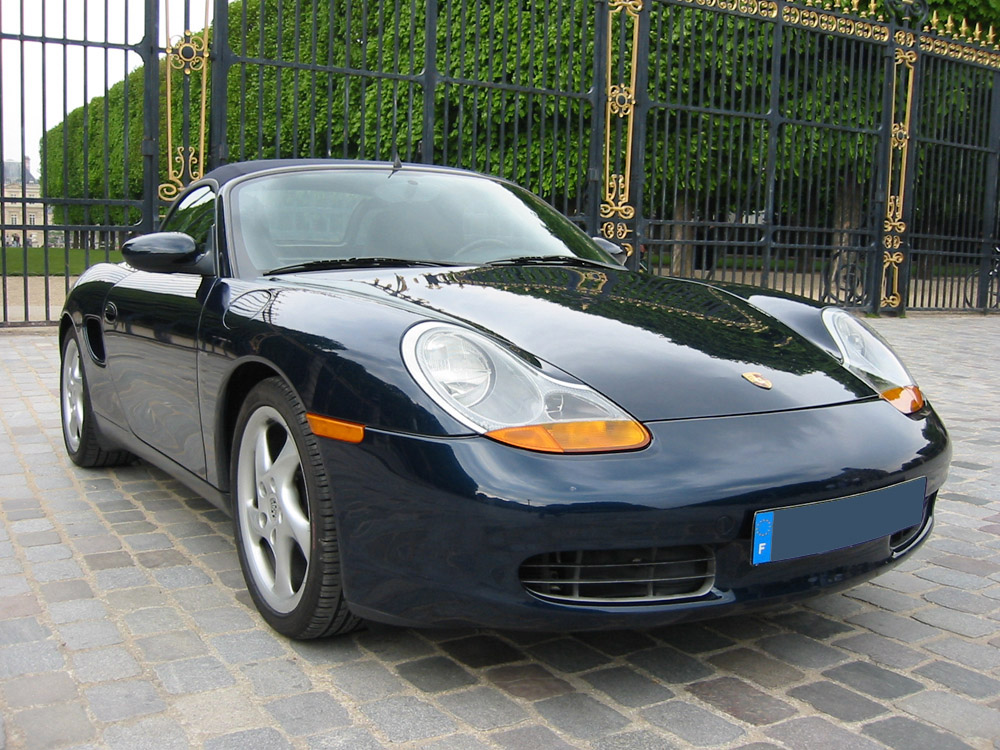
La Boxster 986 Phase 1, avec ses clignotants orange.
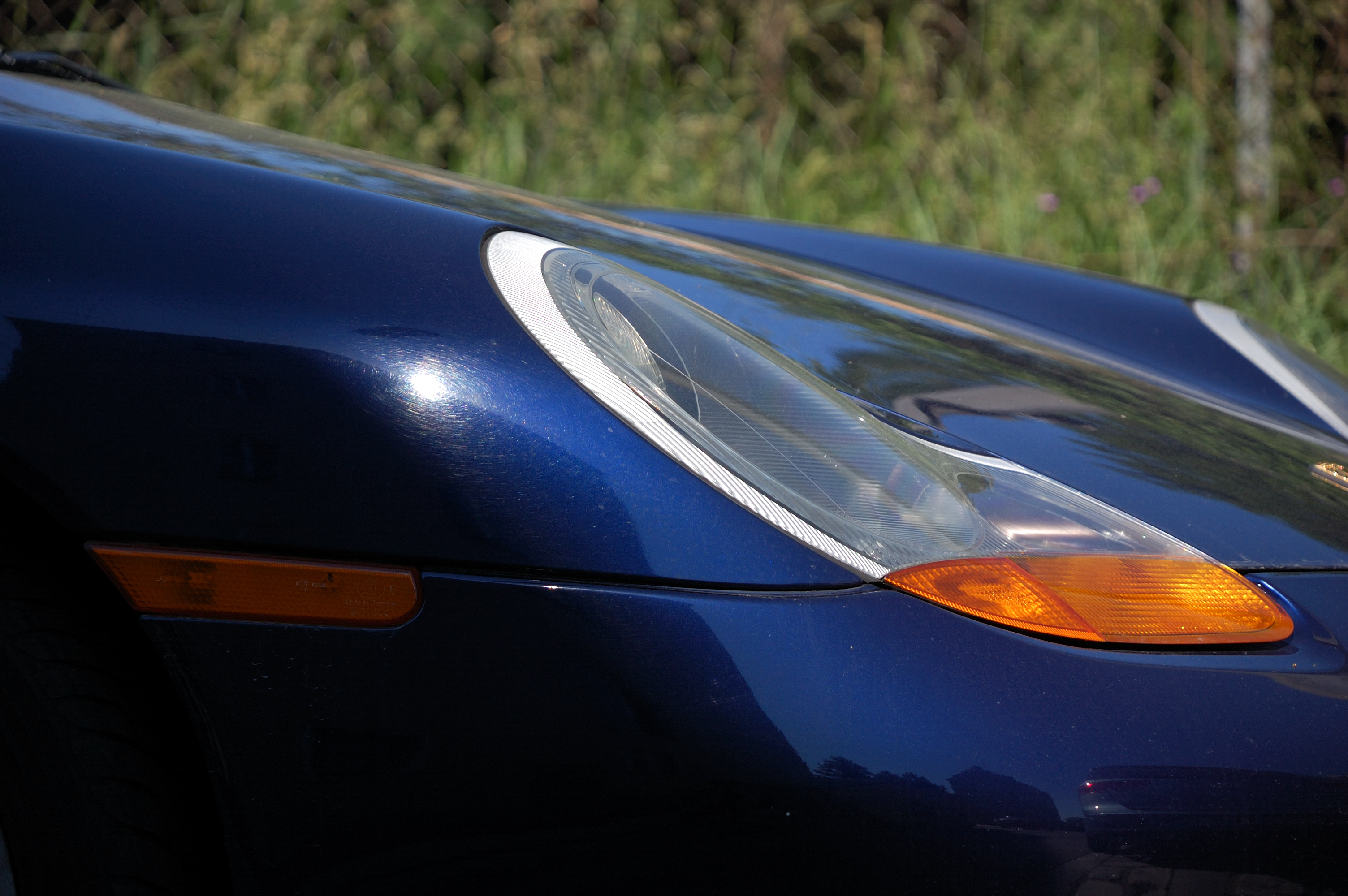
Détail des feux avant
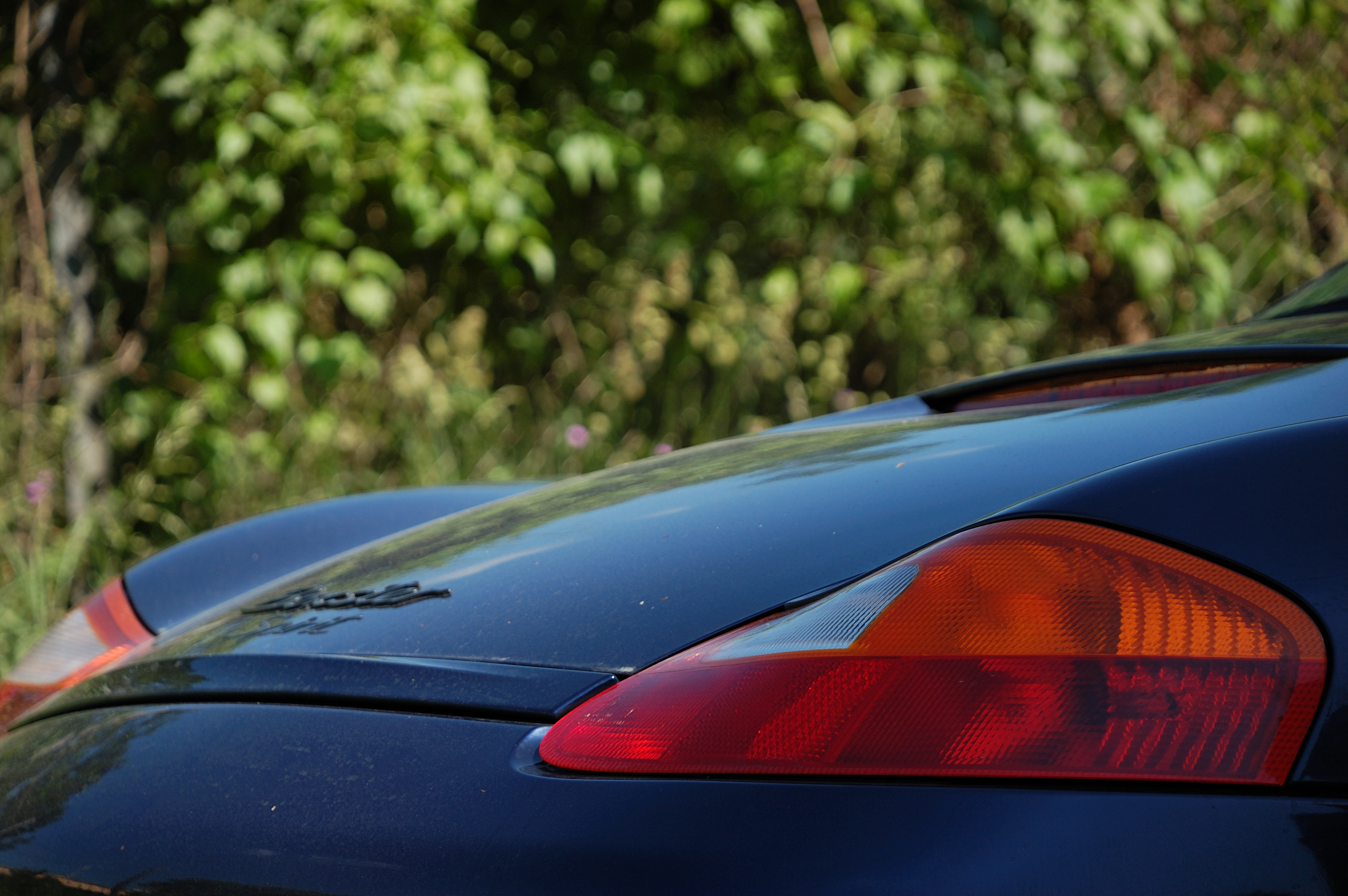
Détail des feux arrière

### Phase 2
La Boxster 986 phase 2, apparue en 2002, correspond aux millésimes 2003 et 2004.
Grâce à ce face-lift, elle se différencie avec des clignotants avant et arrière blancs au lieu de orange, ou encore une vitre arrière dégivrante en verre ; elle était auparavant en plastique et non dégivrante. Une boîte à gants auparavant absente apparaît, le volant est revu ainsi que la capote. Le bouclier avant devient plus ciselé, les entrées d'air et le bouclier arrière sont légèrement modifiés et de nouvelles jantes sont présentes.
Ses motorisations évoluent également très légèrement avec quelques chevaux supplémentaires, tout en diminuant la consommation.
Motorisations Phase 2
2002
- Modèle Boxster : 6 cyl./24 s, 2,7 L, 228 ch
- Modèle Boxster S : 6 cyl./24 s, 3,2 L, 260 ch

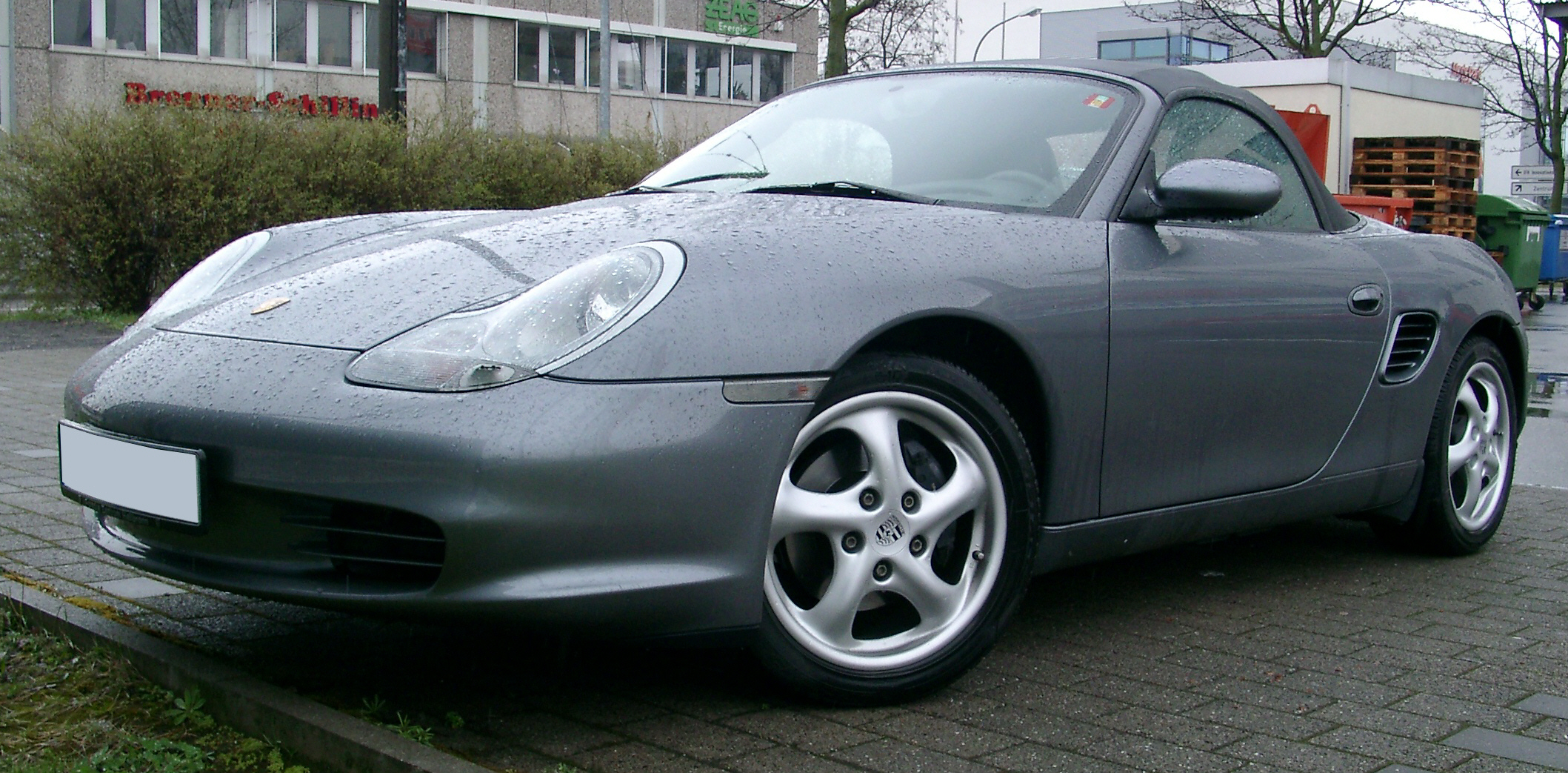
La Boxter 986 Phase 2 et ses clignotants blancs.
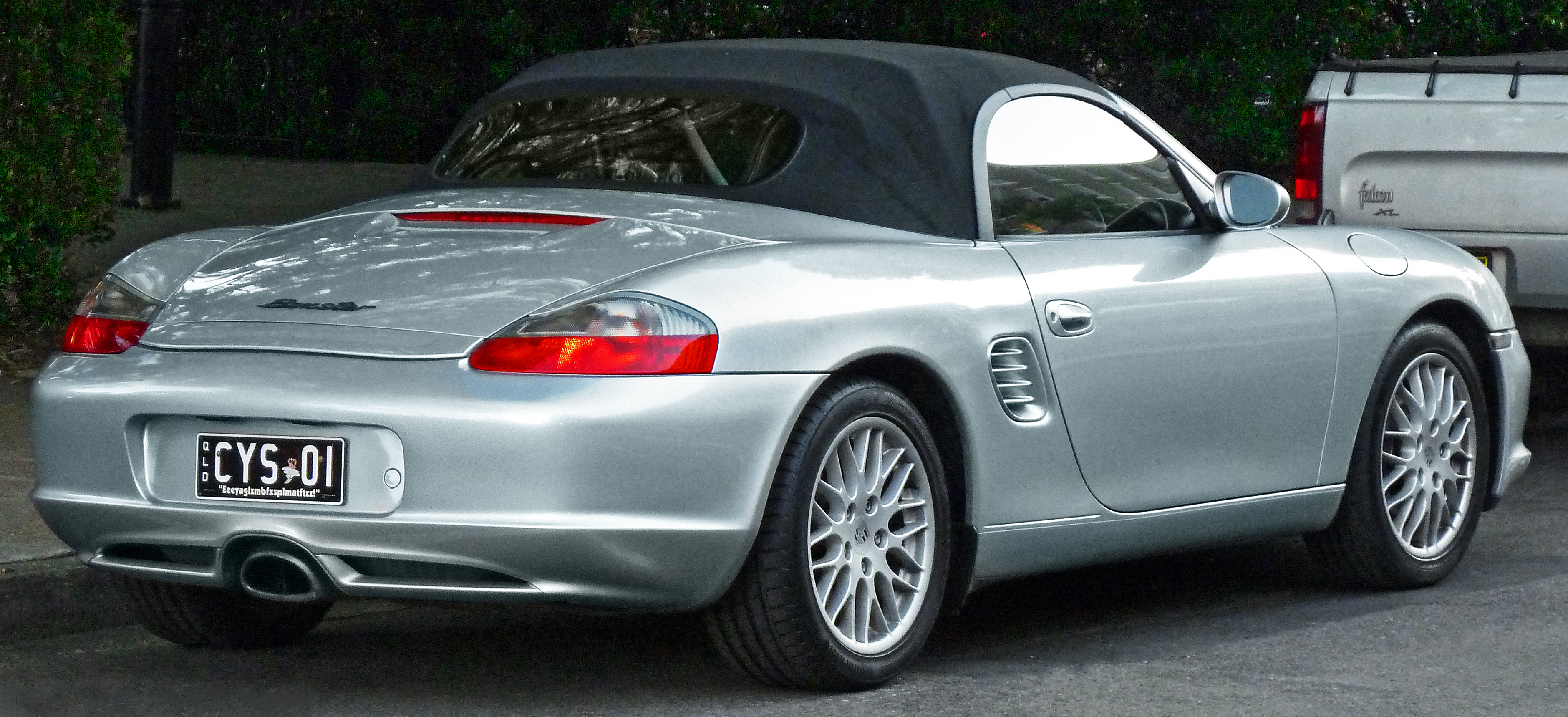
Un bouclier arrière revu.

### Édition limitée«50 ans de la 550 Spyder»

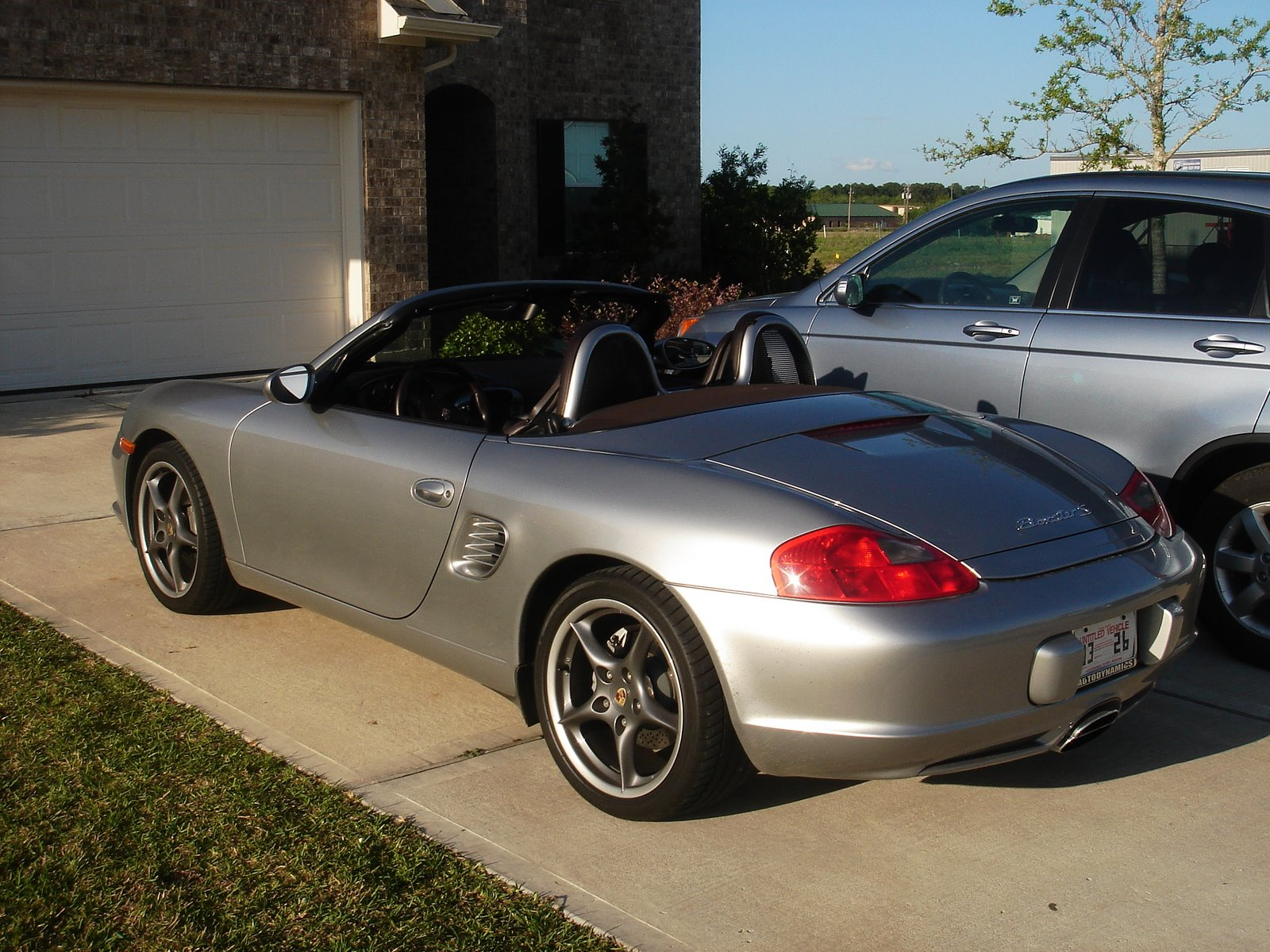
Une Boxster 550 Spyder vu de 3/4 arrière

En 2003, à l'occasion des 50 ans de la Spyder 550 sortie en 1953, Porsche produit à 1953 exemplaires une Boxster S « 50 ans de la 550 Spyder » en son hommage. Ils sont identifiés par une plaquette numérotée "50 jahre 550 Spyder limited N°____/1953".
La base est une Boxster S (phase 2) de 260 ch, mais elle a une apparence et des équipements spécifiques. Sa couleur est le "gris argent GT" (le même que celui de la Carrera GT), les jantes de 18 pouces sont "gris kerguelen" avec écussons peints, la capote est de couleur "cocoa". La double sortie de pot est trapézoïdale à double étage en acier spécial poli.
L'intérieur est en cuir cocoa (bien que certains propriétaires aient fait le choix du noir) rehaussé d'inserts en argent GT métallisé (dos de siège, arceaux, levier de vitesse, frein à main, baguette de tableau de bord et console centrale). Les compteurs sont noirs (au lieu d'être blanc) avec des entourages chromés. Les sièges sont les versions sport, avec grainage spéciale dans la partie centrale. Grainage qui se retrouve sur la poignée du frein à main et le soufflet du levier de vitesse. Moquettes et tapis de sol sont siglés Porsche. De série, la Boxster 550 est équipée de l'ordinateur de bord, de la climatisation automatique, du coupe-vent, de la radio CD, du pack audio Porsche digital, des phares Litronic avec lave-phares, du volant sport en cuir et des sièges chauffants.
Côté moteur, six chevaux ont été ajoutés aux 260 d'origine.
Le châssis est équipé du PSM, du châssis sport (rabaissé de 10 mm), de ressorts et amortisseurs plus fermes et d'élargisseurs de voie 5 mm.

## Type 987 (2005 - 2011)
La Boxster Type 987, deuxième génération du roadster, est présentée au Mondial de l'Automobile de Paris 2004 et commercialisé à partir de 2005. Elle apparaîtra en version reliftée en 2009 avec de nouvelles motorisations.
La Cayman est un modèle dérivé de la Boxster (987), et son équivalent coupé dans la gamme Porsche.

### Phase 1
Si elle est très proche de l'ancien modèle, elle s'en différencie par ses flancs moins concaves, un aileron escamotable redessiné, des prises d'air latérales plus grandes et un arrière légèrement plus large. Malgré une grande ressemblance apparente avec son prédécesseur, la Boxster Type 987 a 80 % de pièces nouvelles par rapport à celui-ci, et aucun élément de carrosserie commun. Les feux avant abandonnent la forme revenant vers le centre, ils sont maintenant plus ronds tout en étant proches de ceux de la Carrera GT, la supercar du constructeur. Les jantes sont disponibles jusqu'en 19 pouces. La version S a droit à une ouverture supplémentaire à l'avant, tout en longueur et en forme de rectangle arrondi.

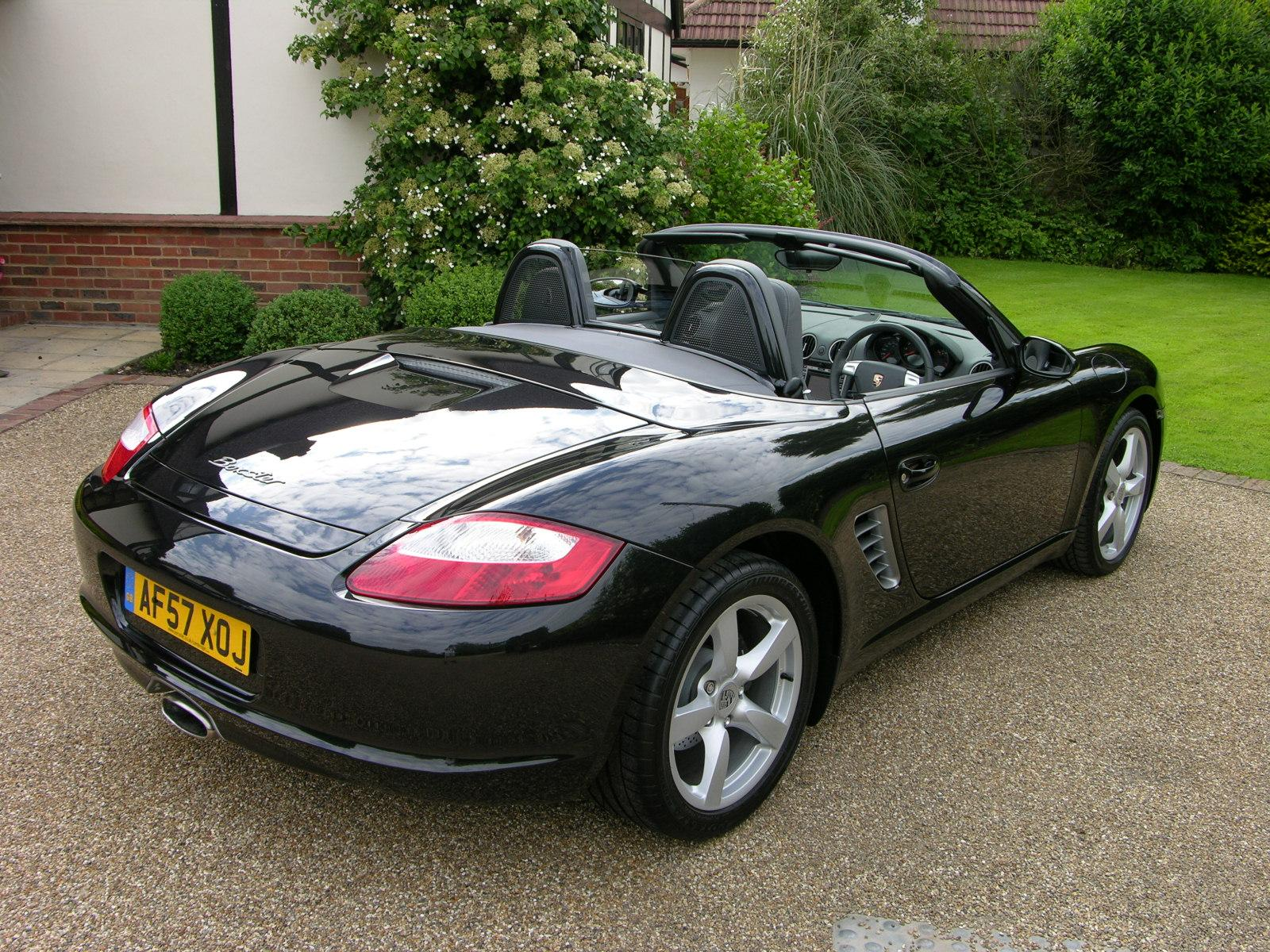
L'arrière du Boxster (987)

Des améliorations sont à noter au niveau de l'habitacle, avec une meilleure finition, de nouveaux sièges plus ergonomiques et une position de conduite plus ajustable. Au niveau de la sécurité, la caisse est rigidifiée et l'équipement comprend six airbags de série. Malgré les progrès techniques, la Boxster 987 est commercialisée à des prix (sans options) moindres que la 986.
Les motorisations sont toujours de 2,7 L et 3,2 L au lancement de cette deuxième génération, mais les puissances sont en augmentation (respectivement 12 et 20 ch gagnés). La boîte de vitesses est mécanique à cinq rapports, et six rapports pour la version S (disponible en option pour la Boxster). La boîte de vitesses à cinq rapports Tiptronic S qui permet de conduire en automatique ou en manuel est optionnelle, mais ses performances sont moindres que celles de la boîte mécanique, aussi bien en accélération qu'en vitesse. Ainsi motorisée et équipé de la boîte mécanique, la Boxster franchit la barre des 100 km/h en 6,2 s, la Boxster S en 5,5 s et leur vitesse maximale est de 256 km/h et 268 km/h. La consommation mixte s'établit à 9,6 L/100 km, et 10,4 L/100 km pour la S.
En 2007, le moteur de la Boxster gagne 5 ch grâce au système VarioCam Plus, passant à 245 ch, comme la Cayman. La Boxster S, quant à elle, a droit à une augmentation de sa cylindrée de 0,2 L et gagne 15 ch. Avec ces modifications, la gamme des Boxster devient donc équivalente aux Cayman, en termes de puissance.
Motorisations des modèles 987 Phase 1
2005
- Modèle 987 : 6 cyl./24 s, 2,7 L, 240 ch
- Modèle 987 S : 6 cyl./24 s, 3,2 L, 280 ch

2007
- Modèle 987 : 6 cyl./24 s, 2,7 L, 245 ch
- Modèle 987 S : 6 cyl./24 s, 3,4 L, 295 ch

2008
- Modèle 987 S : 6 cyl./24 s, 3,4 L, 303 ch (RS60 Spyder Série limitée 1960 ex.)

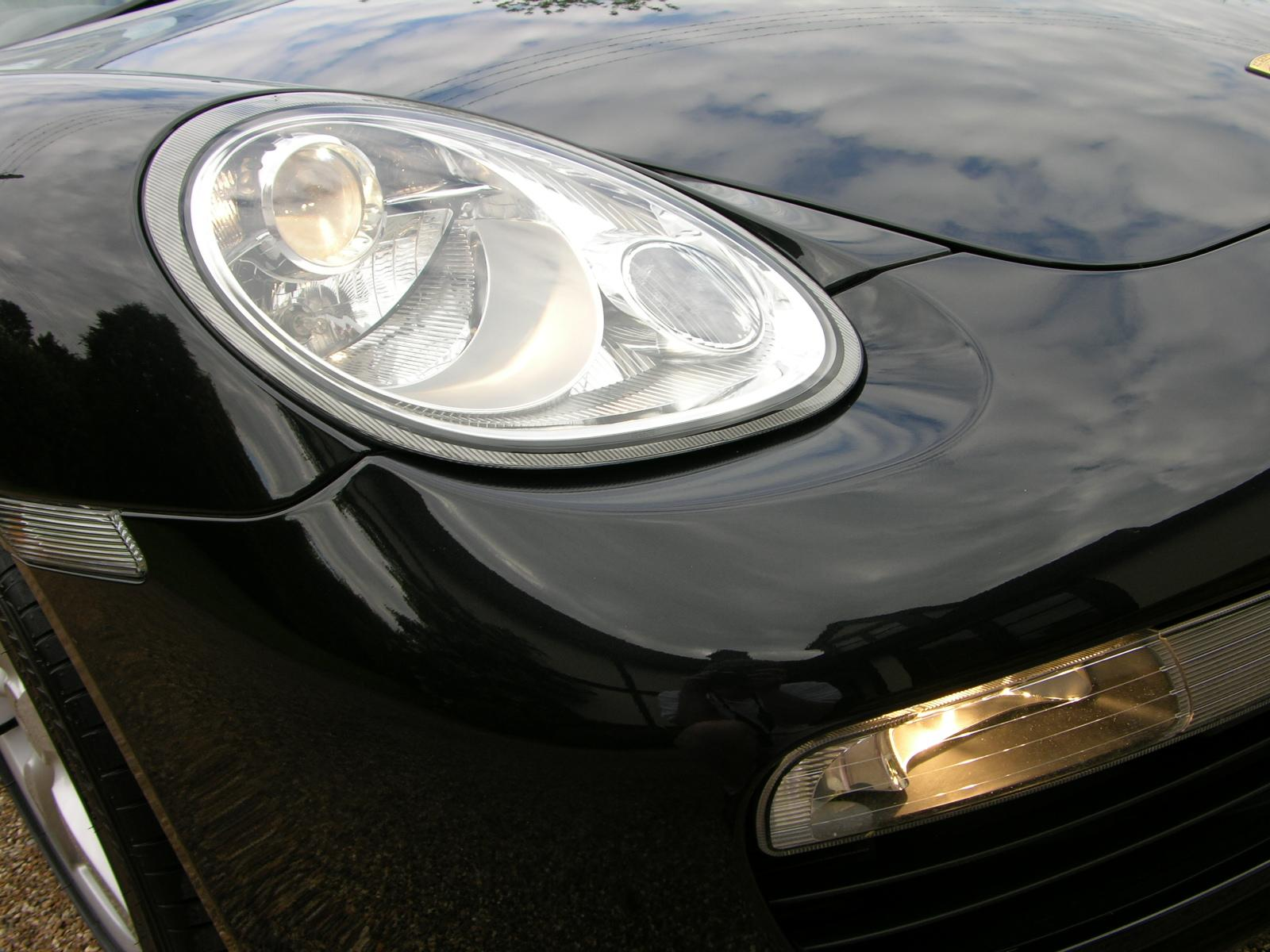
De nouveaux feux avant plus arrondis.
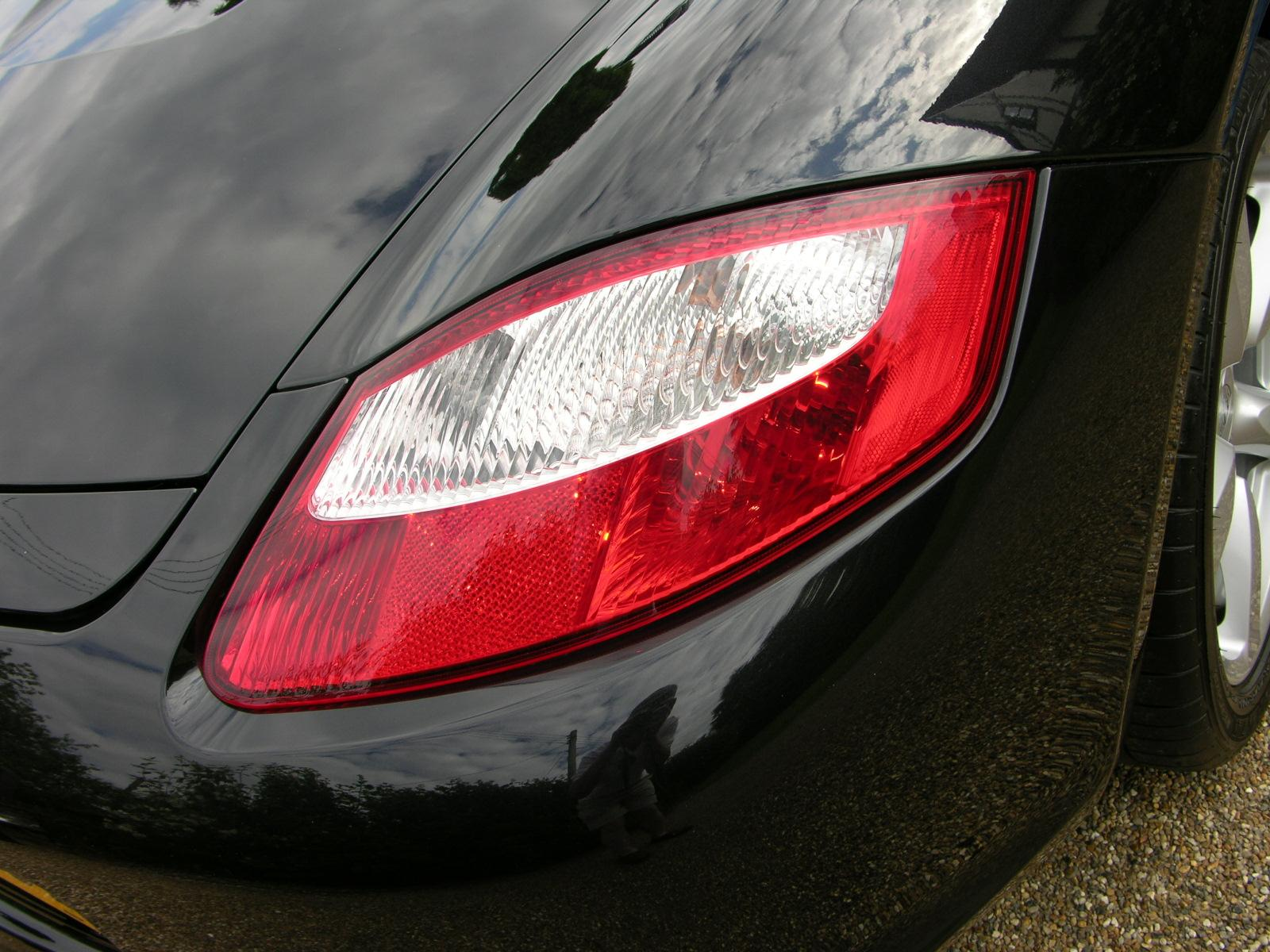
Les feux arrière sont plus effilés sur les côtés.
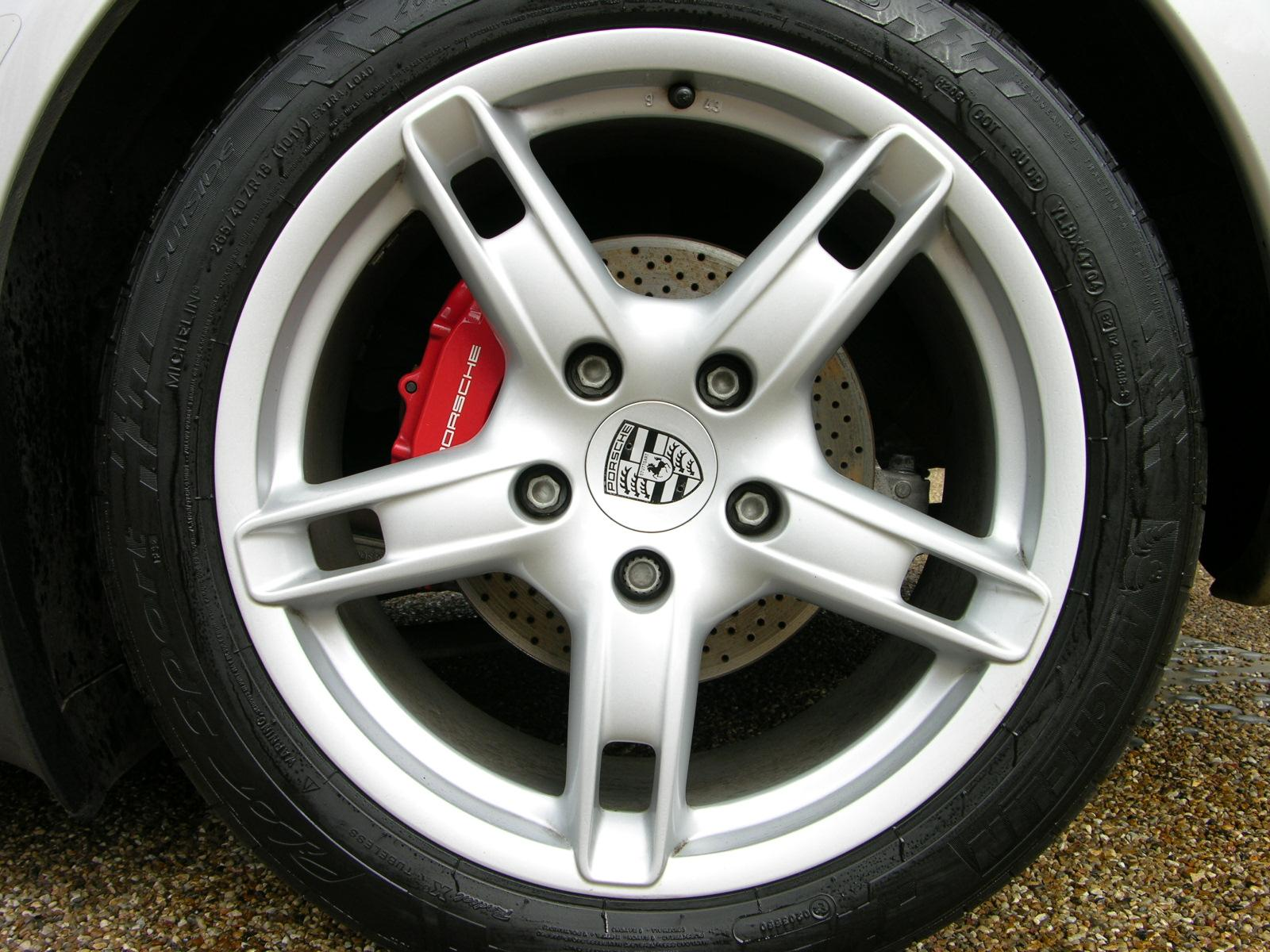
Les jantes « Boxster S » de 18 pouces.
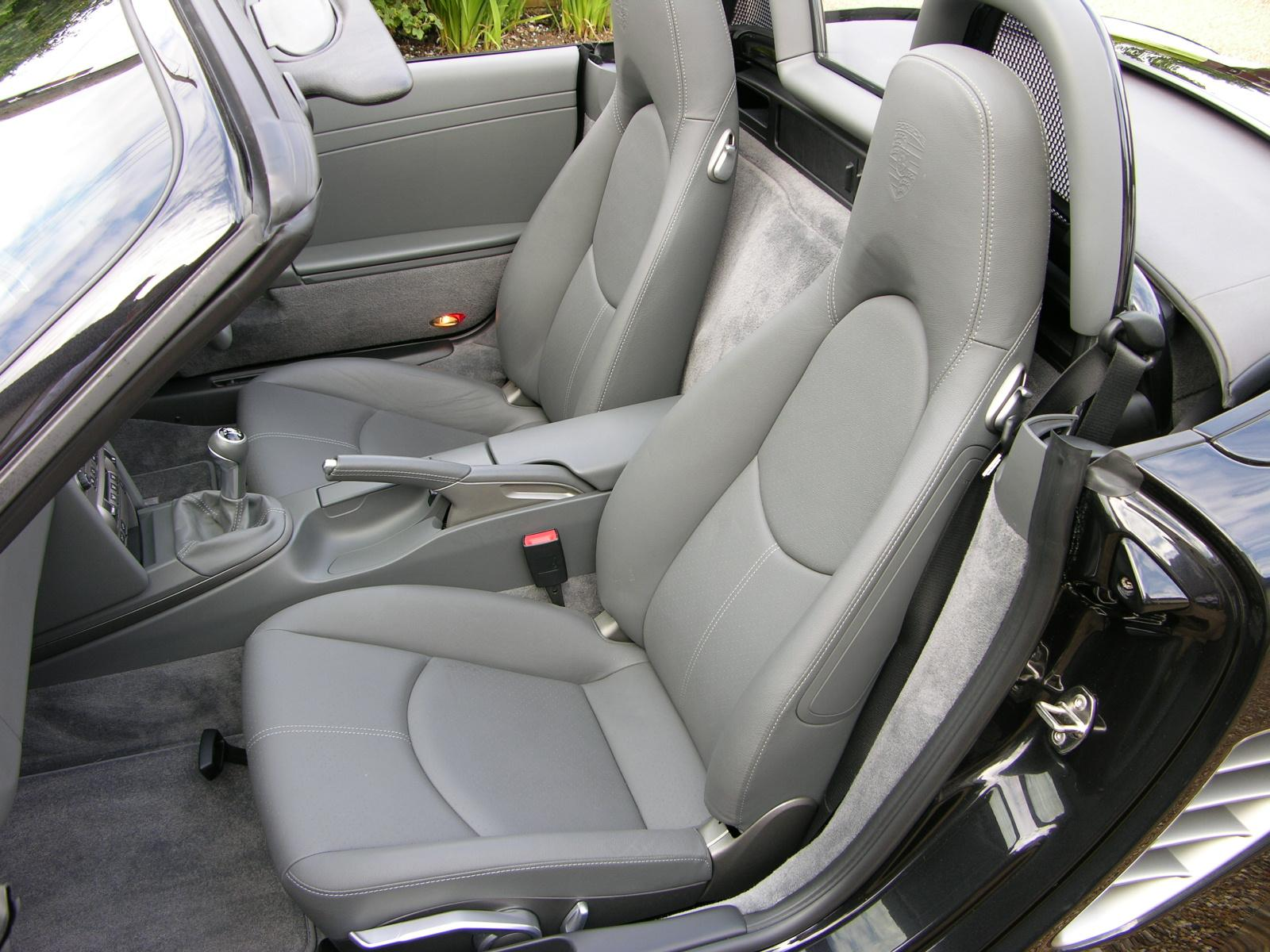
Les sièges de la Boxster (987).

### Phase 2
Les Boxster et Boxster S reliftées sont présentées en novembre 2008 au Salon de l'automobile de Los Angeles et commercialisées l'année suivante. Les changements sont aussi bien techniques qu'esthétiques. Les Boxster et Boxster S proposent une puissance plus importante et sont maintenant disponibles avec la boîte mécanique 6 rapports, ou la boîte PDK 7 rapports remplaçant la boîte Tiptronic.

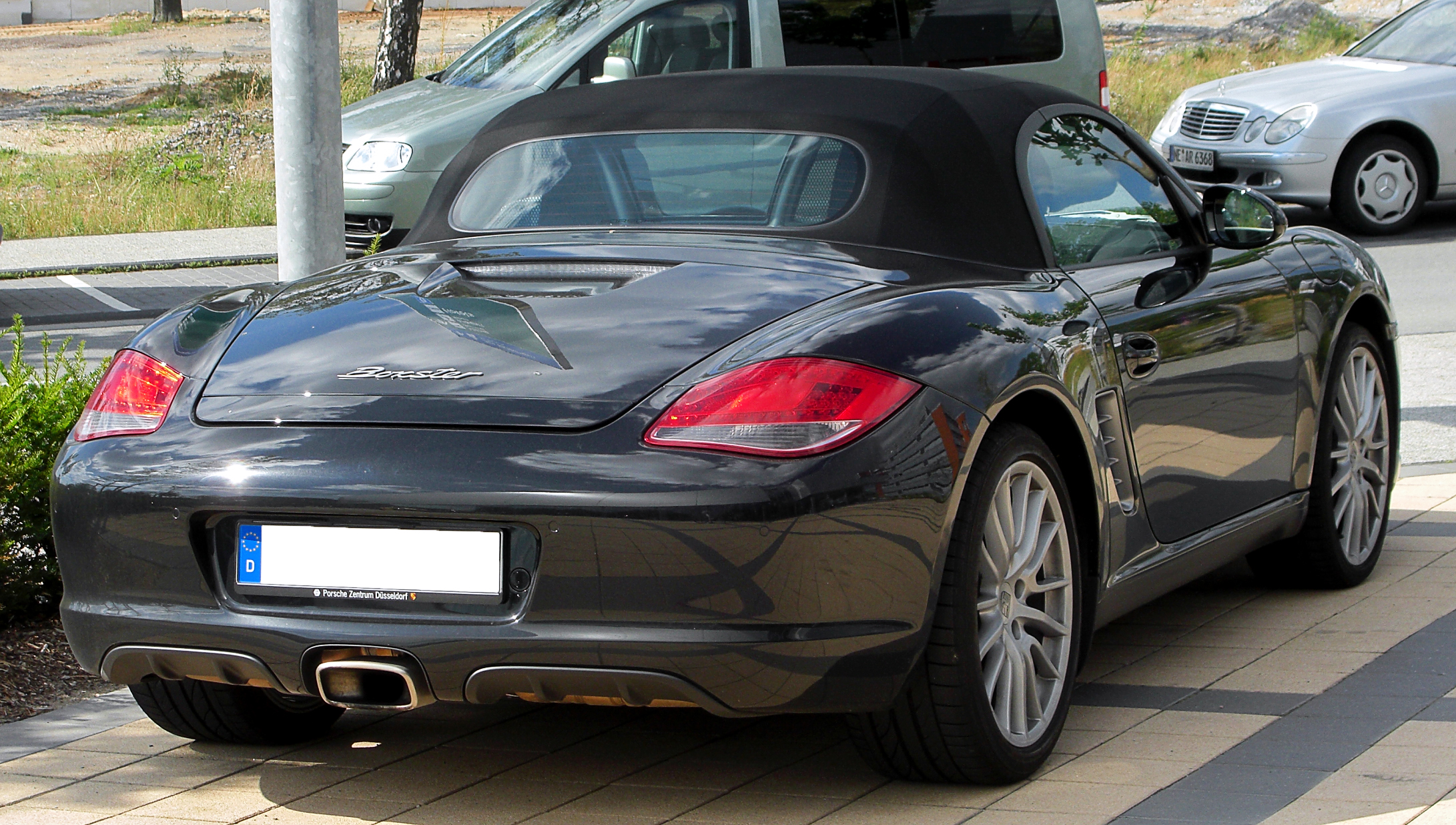
L'arrière de la Boxster (987) relifté, avec ses diffuseurs et son nouveau pot.

La Boxster passe de 2,7 à 2,9 L, portant la puissance maximale de 245 à 255 ch, tandis que la Boxster S utilise maintenant l'injection directe, passant de 295 à 310 ch pour un moteur de 3,4 L. Leur accélération respective s'établit à 5,9 et 5,3 s, et leur vitesse maximale à 263 et 274 km/h. La consommation est en baisse, avec une réduction de 15 % et 16 % selon la boîte de vitesses, et elles peuvent fonctionner avec un carburant contenant jusqu'à 10 % d'éthanol.
Quelques changements esthétiques sont également présents. De nouveaux feux à LED font leur apparition à l'avant comme à l'arrière, mais c'est surtout le bouclier avant qui évolue. Les entrées d'air latérales sont plus volumineuses et ont une forme « angulaire » vers l'intérieur. Les lamelles, au nombre de deux par entrée d'air, sont de couleur carrosserie pour la Boxster, et noires pour la Boxster S. De plus, une ouverture sous la plaque d'immatriculation, existant auparavant uniquement sur la version S, est présente sur tous les Boxster dans une forme revue et plus effilée en adéquation avec les prises latérales. Pour une allure plus sportive, l'arrière bénéficie maintenant de deux diffuseurs, placés de chaque côté de la sortie d'échappement. Cette dernière est toujours double pour la S et allongée pour la Boxster « normale », mais leur forme a légèrement changé pour devenir plus rectangulaire sur la Boxster et ronde sur la Boxster S.
Motorisations des modèles 987 Phase 2
2009
- Modèle 987 : 6 cyl./24 s, 2,9 L, 255 ch
- Modèle 987 S : 6 cyl./24 s, 3,4 L, 310 ch

### Éditions limitées

#### Boxster«Limited Edition»

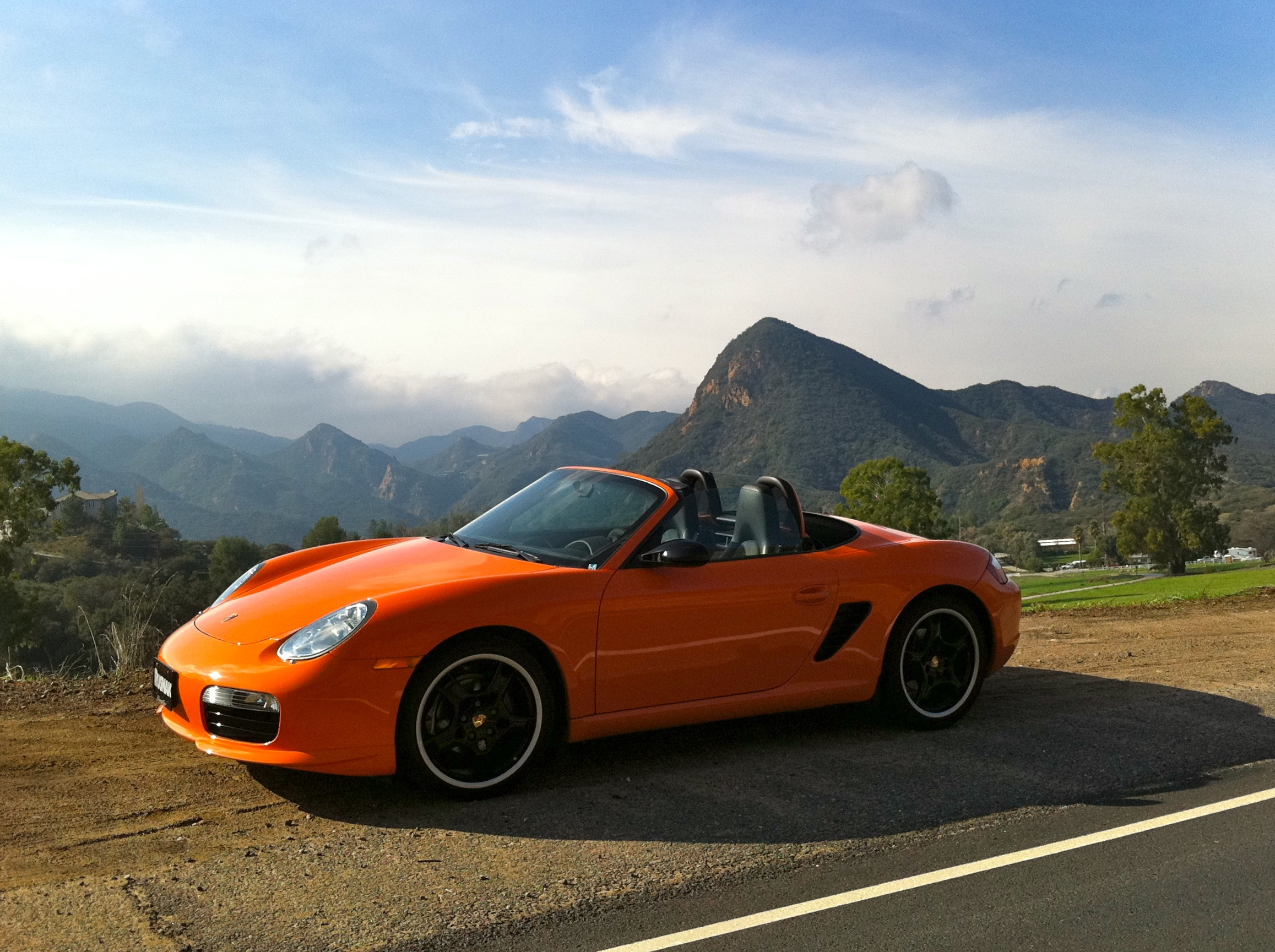
La Boxster Limited Edition.

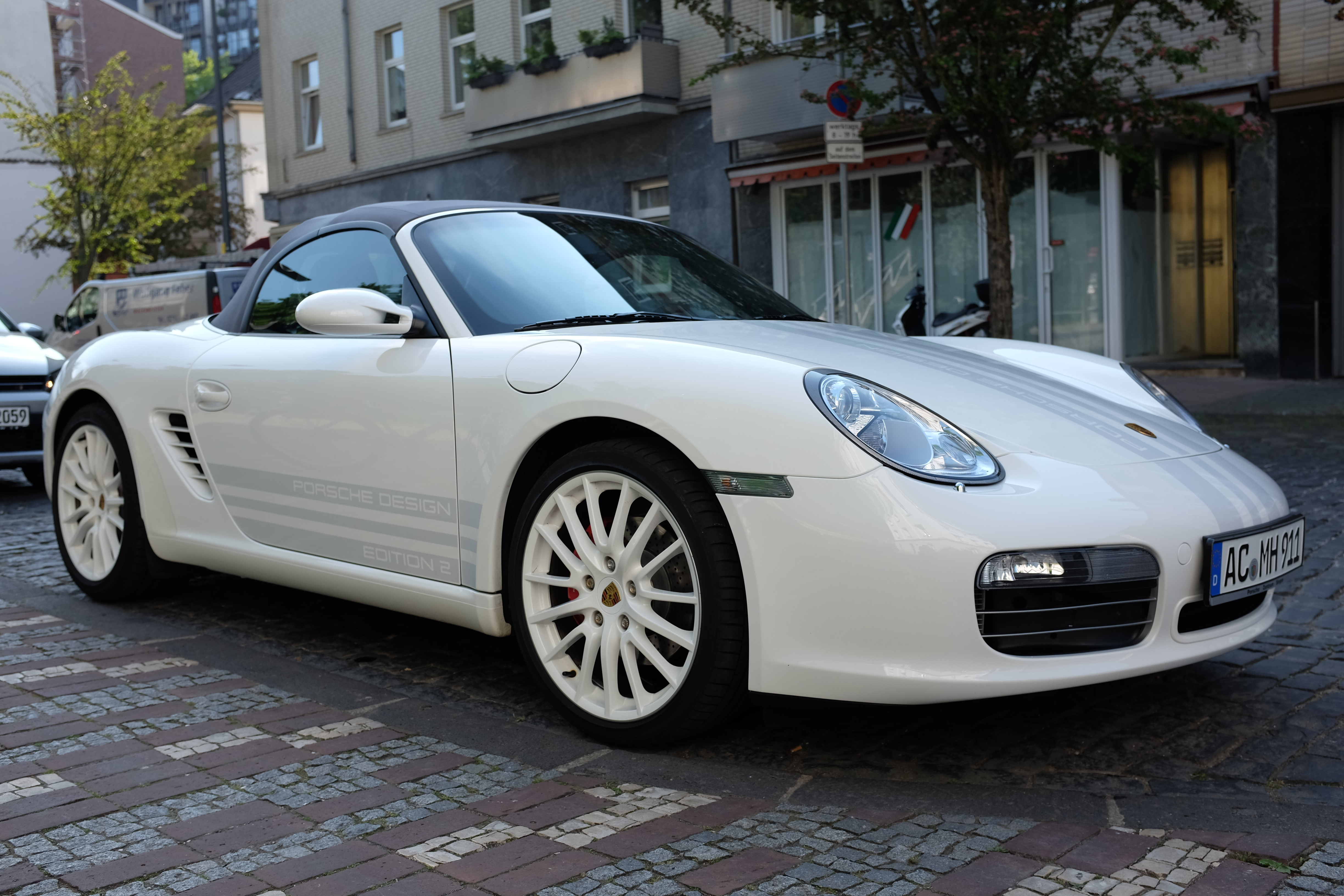
La Boxster S « Porsche Design Edition 2 »

La Boxster « Limited Edition » est une série limitée à 500 exemplaires (250 modèles de base et 250 modèles S) commercialisée pour les États-Unis et le Canada en septembre 2007, après avoir été présentée au Salon de l'automobile de New York au mois d'avril de la même année.
Cette Boxster se distingue grâce à une robe orange « GT3 RS » et des jantes de couleur noire cerclées de gris. Les rétroviseurs, les prises d'air, les arceaux de sécurité et la capote sont noirs également. Elle est équipée du pack « SportDesign » : sa lèvre de spoiler avant est plus proéminente, son spoiler arrière est modifié, et un diffuseur est présent à l'arrière de la voiture. L'habitacle comprend un volant en alcantara (celui de la 911 GT3 RS), ainsi que des sièges et le frein à main recouverts de la même matière ; il est dans des tons orange et noir tout comme l'extérieur du véhicule. La Boxster était commercialisée à un prix de 49 900 $, et la version S à 59 900 $.

#### Boxster RS 60 Spyder

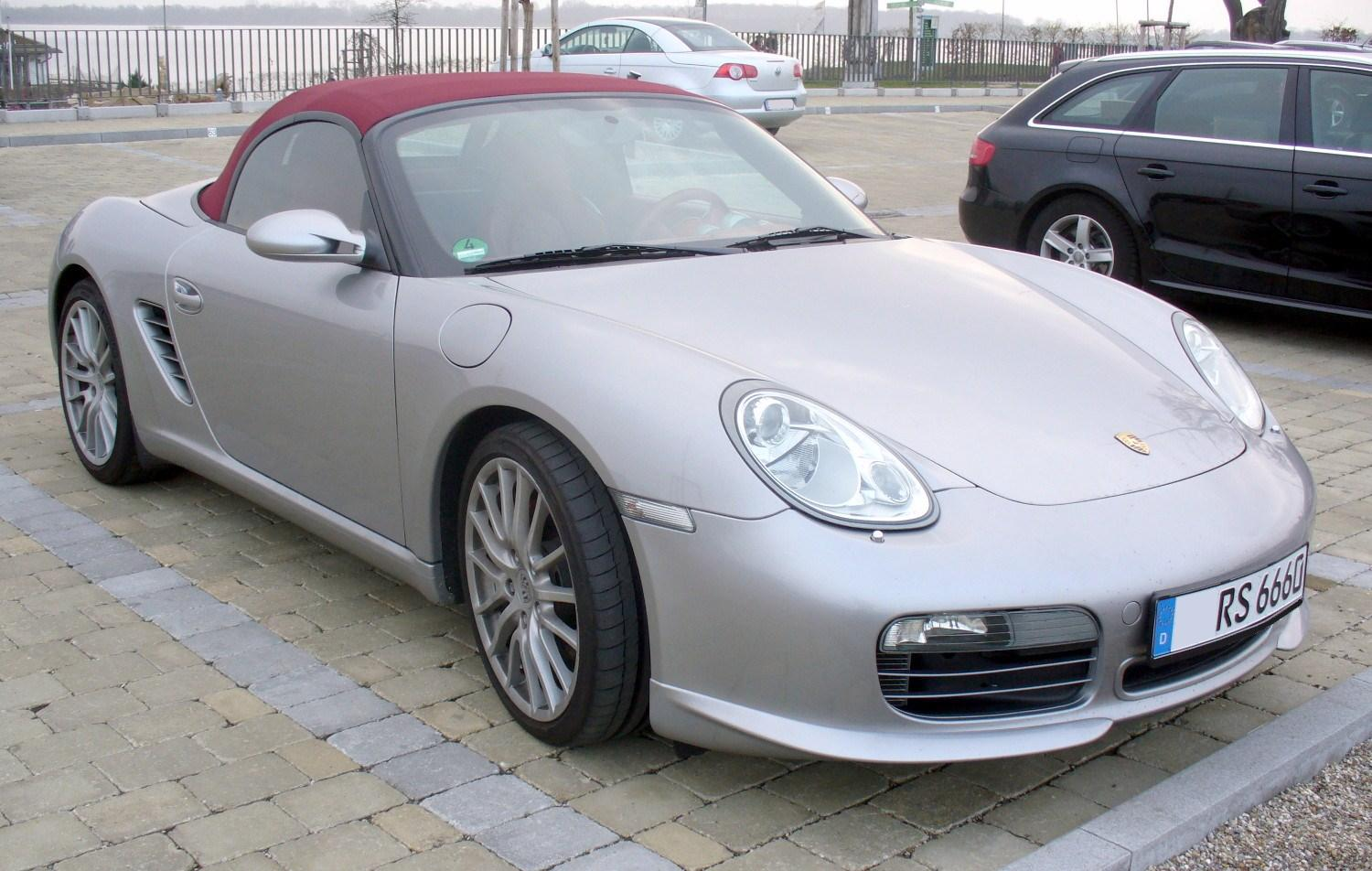
La Boxster RS 60 Spyder, hommage aux années 1960.

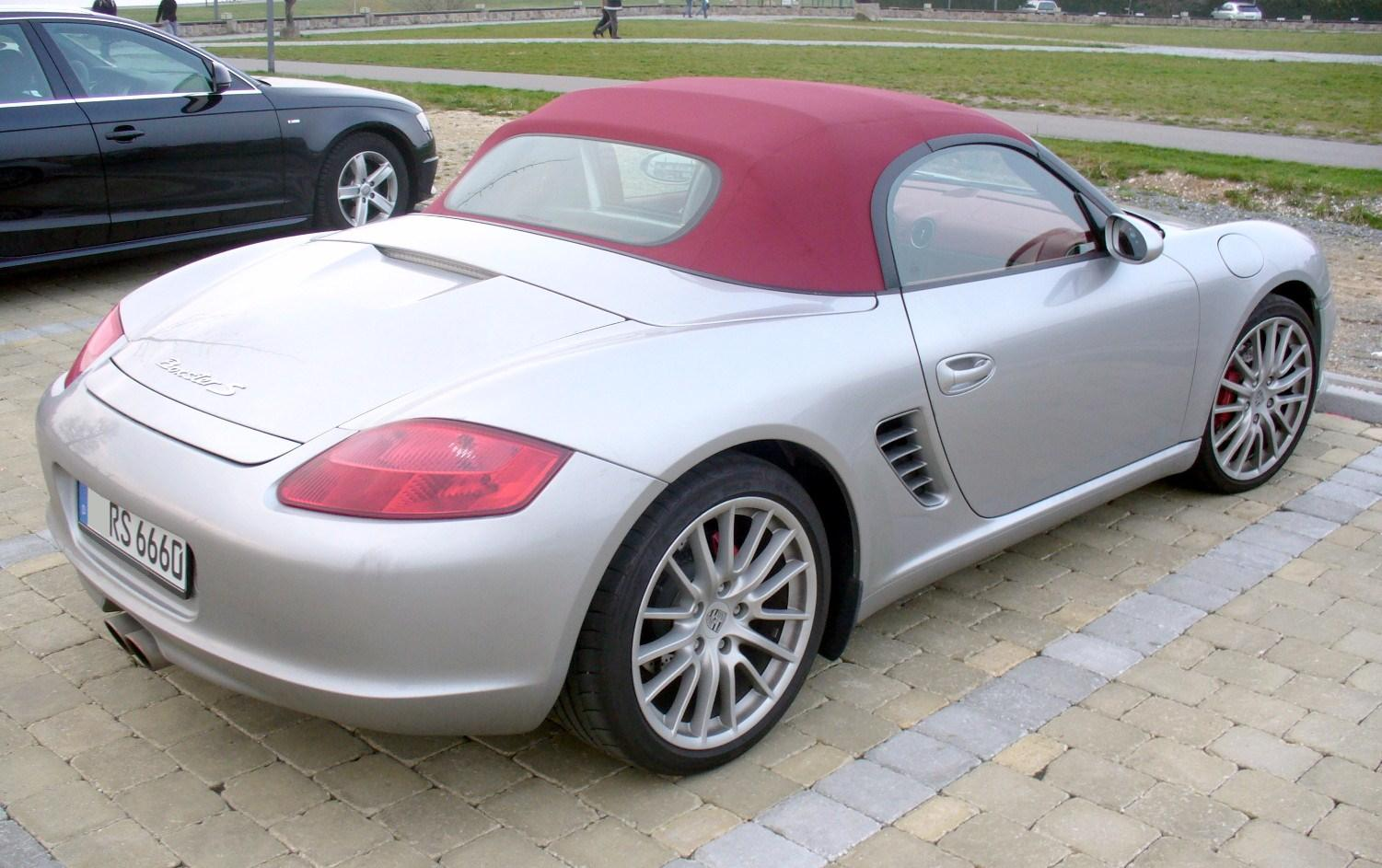
L'arrière de la RS 60 Spyder avec des feux rouges.

En novembre 2007, Porsche annonce une édition spéciale RS 60 Spyder de la Boxster, en honneur de la victoire de la Porsche 718 RS 60 Spyder en 1960 aux 12 Heures de Sebring. Il a été présenté au Salon automobile de Bologne, en Italie, en décembre 2007 et était disponible à partir de mars 2008, dans une série limitée à 1 960 exemplaires dans le monde.
Sa carrosserie est d'une couleur gris métallisé GT, l’intérieur et la capote étant en cuir rouge Carrera, ou gris foncé (avec une capote noire) en option, des couleurs qui rappellent évidemment la 718 RS 60 Spyder. Ses feux arrière sont entièrement rouges contrairement aux autres Boxster. Le modèle comporte le pack « SportDesign », des jantes de 19 pouces en alliage, le PASM et une sortie d'échappement sport qui porte la puissance de 295 à 303 ch (223 kW) à 6 250 tr/min.

#### Boxster S«Porsche Design Edition 2»
Commercialisée en septembre 2008, la Boxster S « Porsche Design Edition 2 » est une série limitée à 500 exemplaires. Elle se distingue par :
- une carrosserie « Blanc Carrara » ainsi des entrées d'air latérales, la console centrale et les fonds de compteurs des instruments de bord blancs également
- des bandes grises parcourant la carrosserie siglées « Porsche Design Edition 2 »
- des seuils de porte siglés « Porsche Design Edition 2 »
- le volant sport trois branches, les leviers de vitesse et de frein à main revêtus d’alcantara
- des blocs optiques arrière rouges
- des jantes SportDesign de 19 pouces avec des élargisseurs de voie de 5 mm
- une capote et des intérieurs cuirs, qui conservent les teintes classiques Noir et Gris Pierre
- un châssis abaissé de 10 mm
- le PASM, les phares bi-xénon, le pack sport chrono et les sièges sport de série
- un flat 6 porté à 303 chevaux

La Boxster S « Porsche Design Edition 2 » était livrée avec une montre-bracelet Porsche Design "Edition 2 Chronograph" de la collection "Dashboard" avec un cadran blanc, spécialement créée pour ce modèle. C'est un hommage direct au studio de design Porsche Design et à leurs célèbres chronographes. À noter qu'il existe également une Cayman S « Porsche Design Edition 1 » et une Cayenne S « Porsche Design Edition 3 ».

#### Boxster S Black Edition
Une édition limitée à 987 exemplaires, nommée Boxster S Black Edition, est présentée en mars 2011 au Salon international de l'automobile de Genève 2011, avec la 911 Black Edition. Elle était disponible à partir de mars 2011 à un prix de 64 741 euros, soit 6 458 de plus que la Boxster S traditionnelle. Comme son nom l'indique, elle est entièrement noire : peinture extérieure, jantes « Boxster Spyder » de 19 pouces, prises d'air latérales, sortie d'échappement, ainsi que l'habitacle. Techniquement, c'est une Boxster S mais elle est dotée d'un moteur de 320 ch comme la Boxster Spyder (10 de plus que la Boxster S). Elle est dotée d'équipements supplémentaires de série : régulateur de vitesse, climatisation automatique, système PCM (Porsche Communication Management) avec module de navigation GPS, ou encore pré-équipement pour téléphone mobile.

### Boxster Spyder

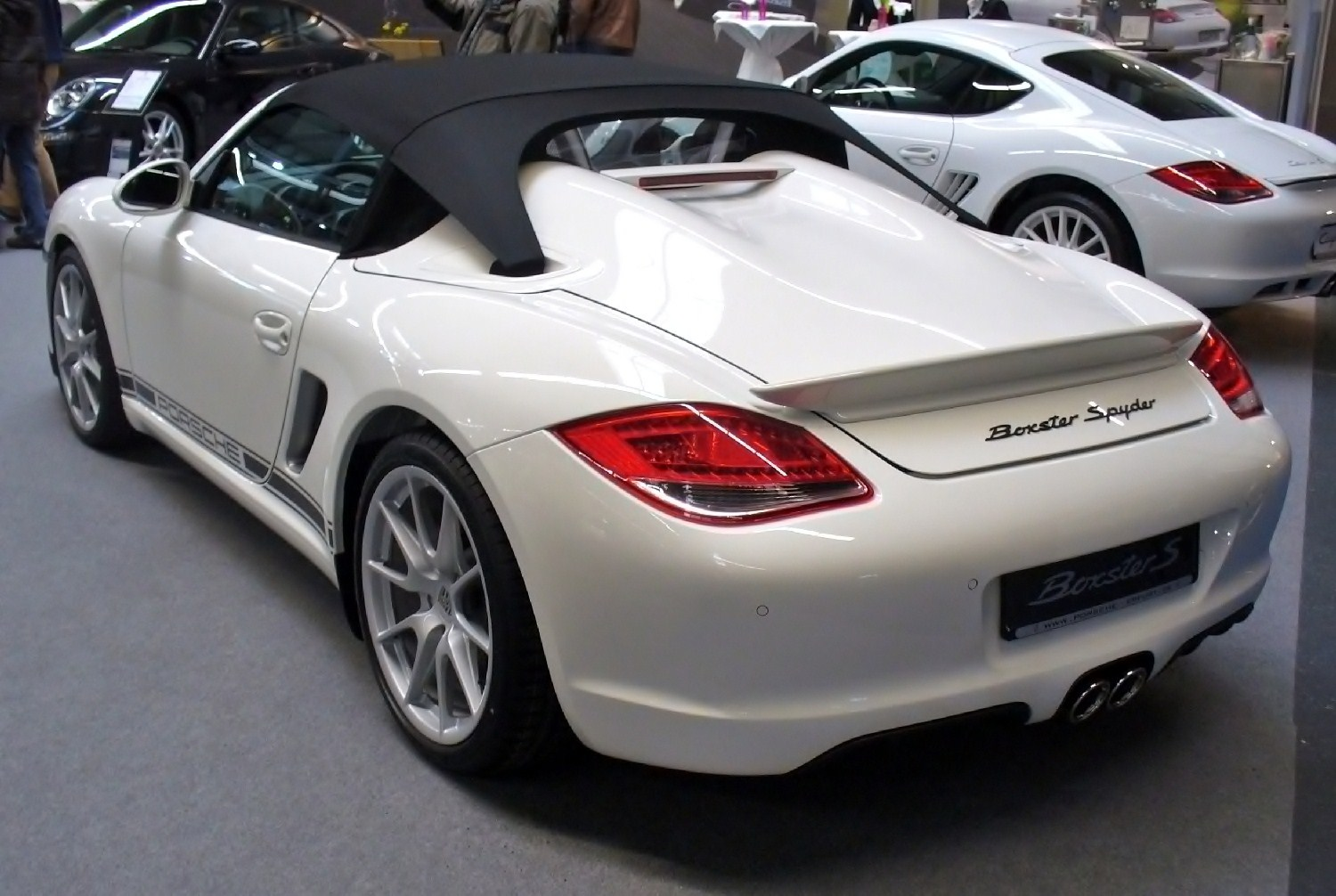
Le Boxster Spyder (987) et son double bossage.

Le 5 novembre 2009 est annoncée la production d'un nouveau modèle Boxster qui sera présenté au Salon de l'automobile de Los Angeles de 2009. Sa commercialisation a débuté dans le monde entier en février 2010, à un prix de 64 741 € en France.
Le Boxster Spyder est plus performant que le Boxster S et pour cela est nettement allégé, pesant ainsi 1 275 kg au lieu de 1 355, soit une perte de 80 kg. Pour atteindre ce but, plusieurs éléments sont supprimés comme la capote automatique, devenant manuelle (21 kg gagnés), la radio, la climatisation, les poignées intérieures ou encore les porte-gobelets.
Le moteur développe 320 ch (235 kW) à 7 200 tr/min et un couple de 370 N m. Il est plus puissant de 10 ch par rapport au Boxster S, et est le même que celui du Cayman S. La boîte de vitesses présente est manuelle à 6 rapports, le PDK (7 rapports) est disponible en option. Ces modifications lui permettent de passer de 0 à 100 km/h en 5,1 s (5,0 s avec la boîte PDK) et d'atteindre une vitesse de 267 km/h. Le Spyder est équipé de suspensions plus fermes et est légèrement rabaissé par rapport aux autres Boxster, participant ainsi à un comportement plus sportif.
Deux bossages courent sur l'arrière de la voiture, éléments caractéristiques du design du Boxster Spyder, tout comme la bande latérale « Porsche » sur les flancs, rappelant les voitures de sport des années 1960. La capote en deux parties se replie manuellement et se range dans la partie avant du coffre arrière. Une fois installée, elle s'attache à deux anneaux de couleur rouge placés sur les côtés du capot arrière. Elle est peu pratique à manipuler mais a l'avantage de ne peser que 6 kg et d'abaisser la hauteur totale du véhicule.

### Boxster E

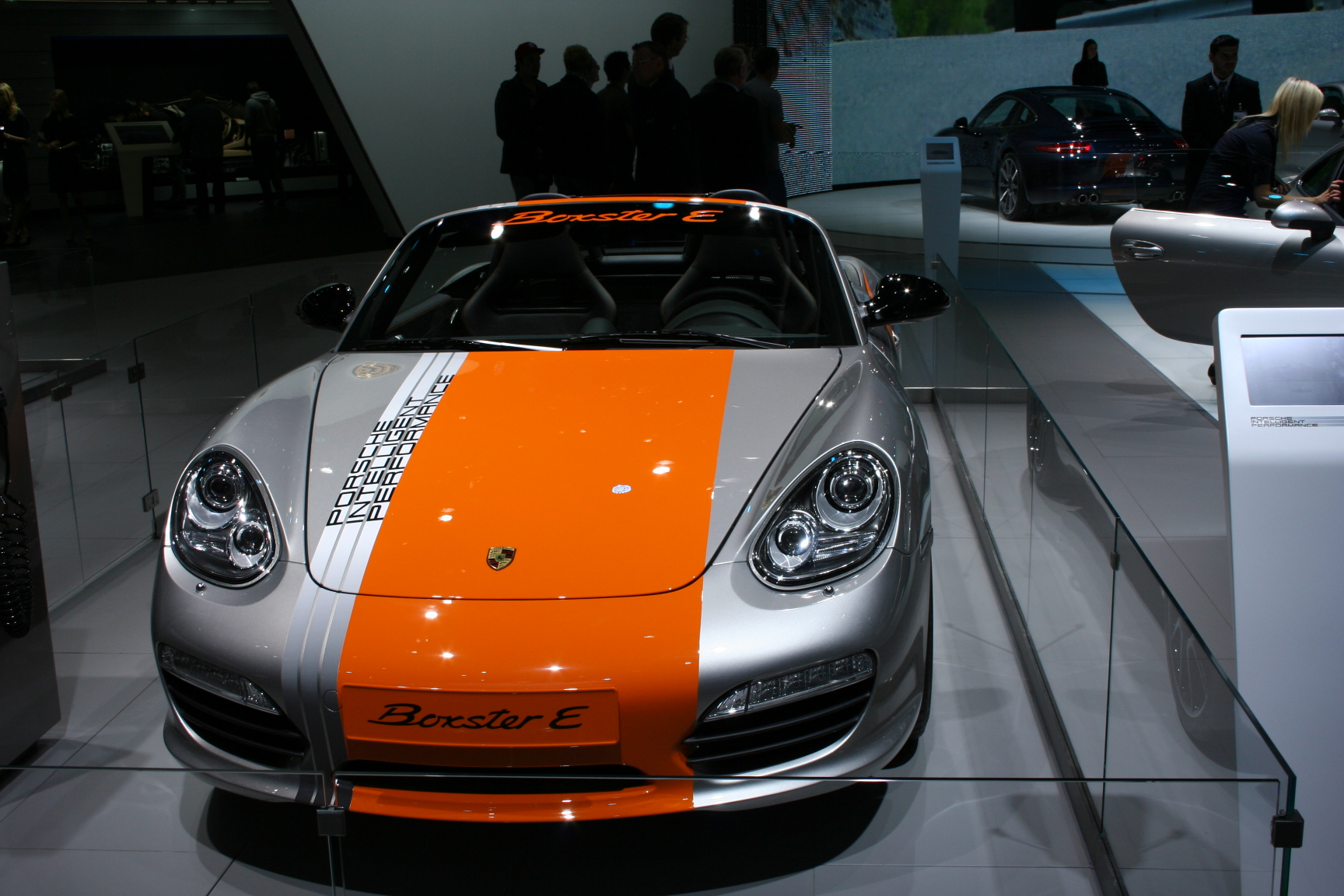
Le Boxster E au Salon de l'automobile de Francfort 2011.

Le Boxster E est une version électrique du Boxster, présentée en mai 2011 à Berlin lors du Challenge Bibendum. Elle est la première voiture totalement électrique du constructeur. Il s'agit d'un prototype produit en trois exemplaires destiné à étudier l'usage au quotidien d'une voiture électrique, notamment en termes de praticité et de rechargement. Il n'a pas été commercialisé par la suite. Le Boxster E se distingue visuellement grâce à sa bande orange le parcourant en longueur et ses jantes de couleur noire.
Il existe en deux versions : avec un ou deux moteurs électriques (fournis par Volkswagen). Un exemplaire est à deux moteurs, ceux-ci sont placés sur chaque essieu et les quatre roues sont donc motrices ; deux exemplaires disposent d'un seul moteur propulsant uniquement le train arrière. Ces moteurs délivrent un couple maximum de 270 N m chacun à 12 000 tr/min, et la vitesse maximale est atteinte sans changement de rapports. Le Boxster E avec un seul moteur a une puissance de 90 kW (122 ch), il peut atteindre 150 km/h avec un 0 à 100 km/h effectué en 9,8 s. Celui avec deux moteurs produit 180 kW (245 ch), ce qui lui permet d'atteindre 200 km/h et d'accélérer de 0 à 100 km/h en 5,5 s, cette valeur d'accélération étant par ailleurs équivalente aux Boxster traditionnels (5,3 s pour le Boxster S).
Il est équipé de batteries au lithium-fer-phosphate, d'une capacité de 29 kWh (440 cellules de 20 Ah à 3,3 V) et d'une puissance de 240 kW, supérieure à ce dont ont besoin les moteurs. L'ensemble pèse 341 kg, ce qui porte le poids total du véhicule à 1 600 kg. Son autonomie est d'environ 160 km selon le nouveau cycle européen de conduite.
La batterie est placée en position centrale là où est situé normalement le moteur, et est ainsi attachée aux mêmes points d'ancrage, ce qui garantit une bonne retenue en cas d'accident. Elle est également protégée des chocs extérieurs du fait de sa position centrale.

## Type 981 (2012 - 2015)

### Phase 1

#### Boxster et Boxster S
Le Boxster Type 981, troisième génération du roadster, a été dévoilé en janvier 2012 et présenté au Salon de Genève au mois de mars 2012. Sa commercialisation a débuté quant à lui le 14 avril 2012. Il est notamment plus léger, performant et sobre que l'ancien modèle.

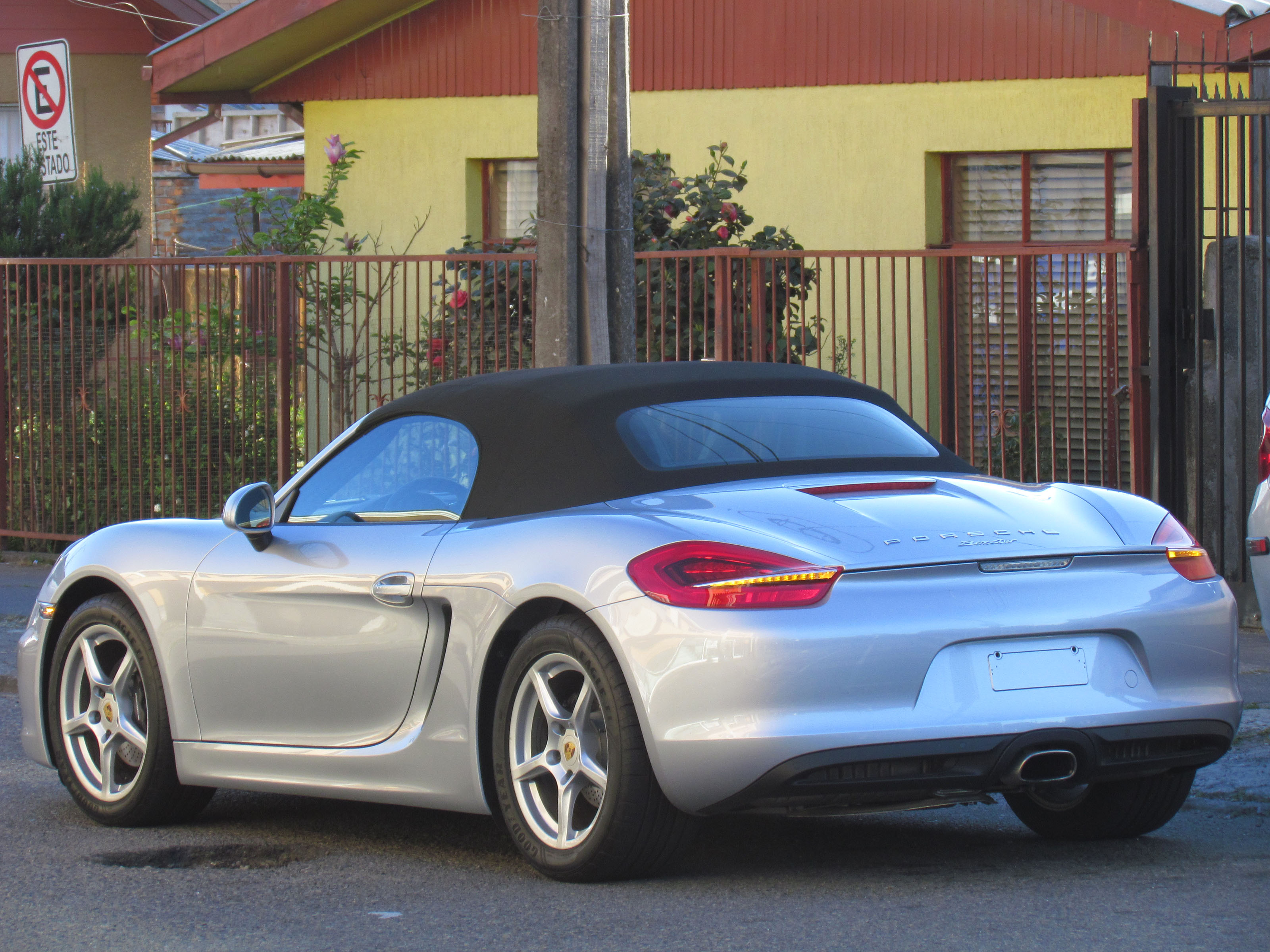
L'arrière du Boxster 981, avec un nouveau spoiler.

Contrairement à son prédécesseur qui se basait sur un châssis amélioré du 986, le Boxster 981 bénéficie d'une nouvelle plate-forme, avec un empattement allongé de 6 cm. Sa répartition des masses de 46/54 lui donne d'ailleurs un grand équilibre. Ses lignes sont inspirées du Porsche 918 Spyder, ainsi que de la Carrera GT. Parmi les nouveautés au niveau de l'extérieur, on note les entrées d'air latérales plus imposantes et les flancs creusés, les optiques avants allongées et plus anguleuses rappelant la Carrera GT ou encore les porte-à-faux raccourcis. Un aileron télescopique est maintenant présent à l'arrière ; celui-ci, lorsqu'il est rentré, se situe dans la continuité des clignotants et se fond aux feux stop. À l'intérieur, la planche de bord reprend celle introduite par la Panamera, déclinée depuis sur toutes les Porsche.
Le moteur est maintenant à injection directe d'essence. La cylindrée diminue en passant de 2,9 L à 2,7 L pour le Boxster (avec un gain de 10 ch de 255 à 265 ch), la version S restant à 3,4 L mais gagnant 5 ch. Il accélère ainsi de 0 à 100 km/h en 5,7 s pour la version simple, 5,0 s pour la version S. La transmission est constituée d'une boîte manuelle à six rapports, et de la boîte PDK 7 rapports en option.
Le Boxster Type 981 est également plus économique grâce à la réduction de son poids (20 kg), ainsi qu'au système StopStart en série qui arrête le moteur quand le véhicule est à l'arrêt. Il intègre également un système de récupération de l'énergie. La consommation mixte annoncée (avec la boîte PDK) est ainsi de 7,7 L/100 km pour le Boxster et 8,0 L/100 km pour le Boxster S. Il était le plus économique de la gamme, avant la sortie du 918 Spyder (3,3 L/100 km).

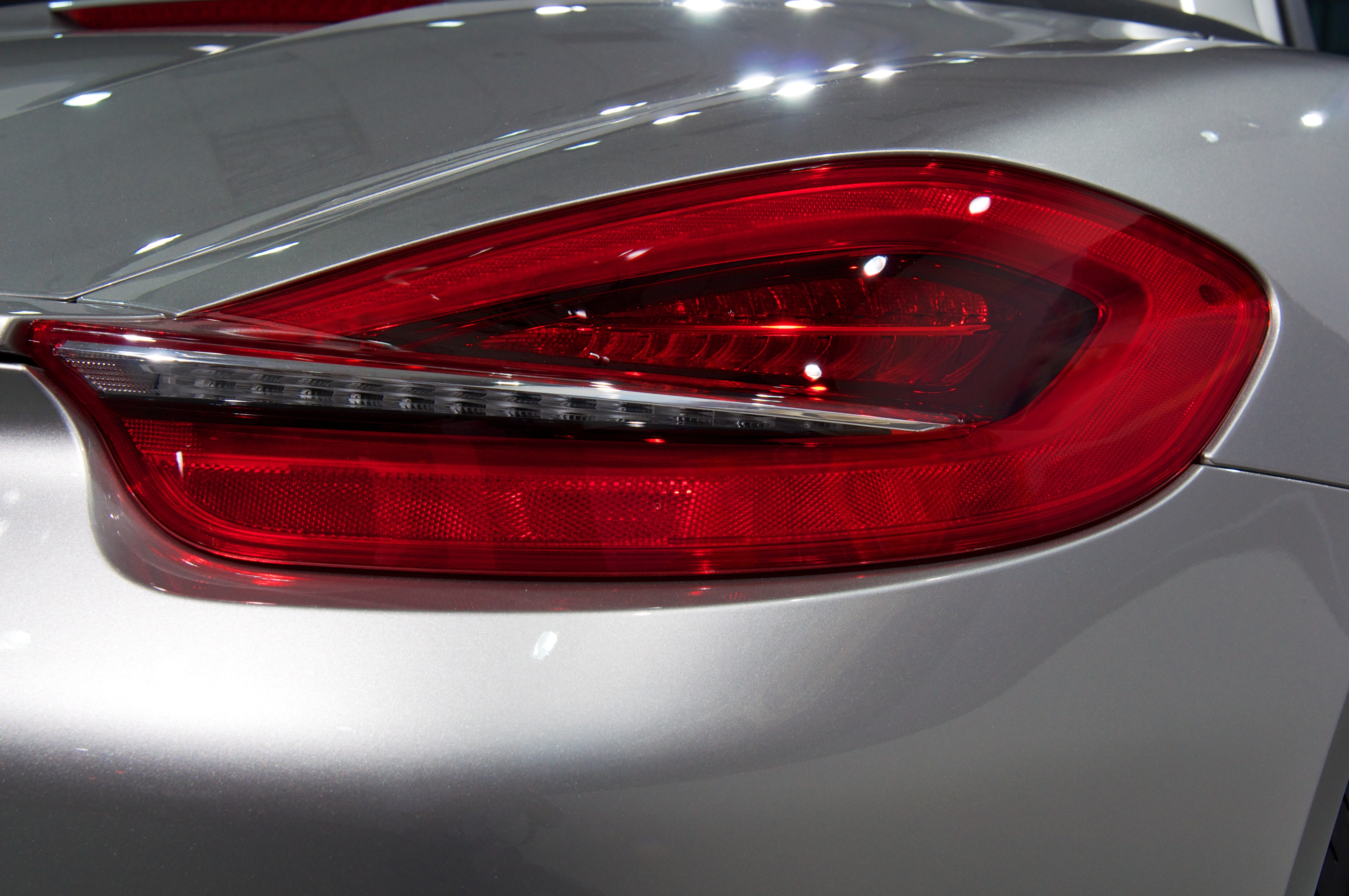
Les feux arrière sont totalement nouveaux.
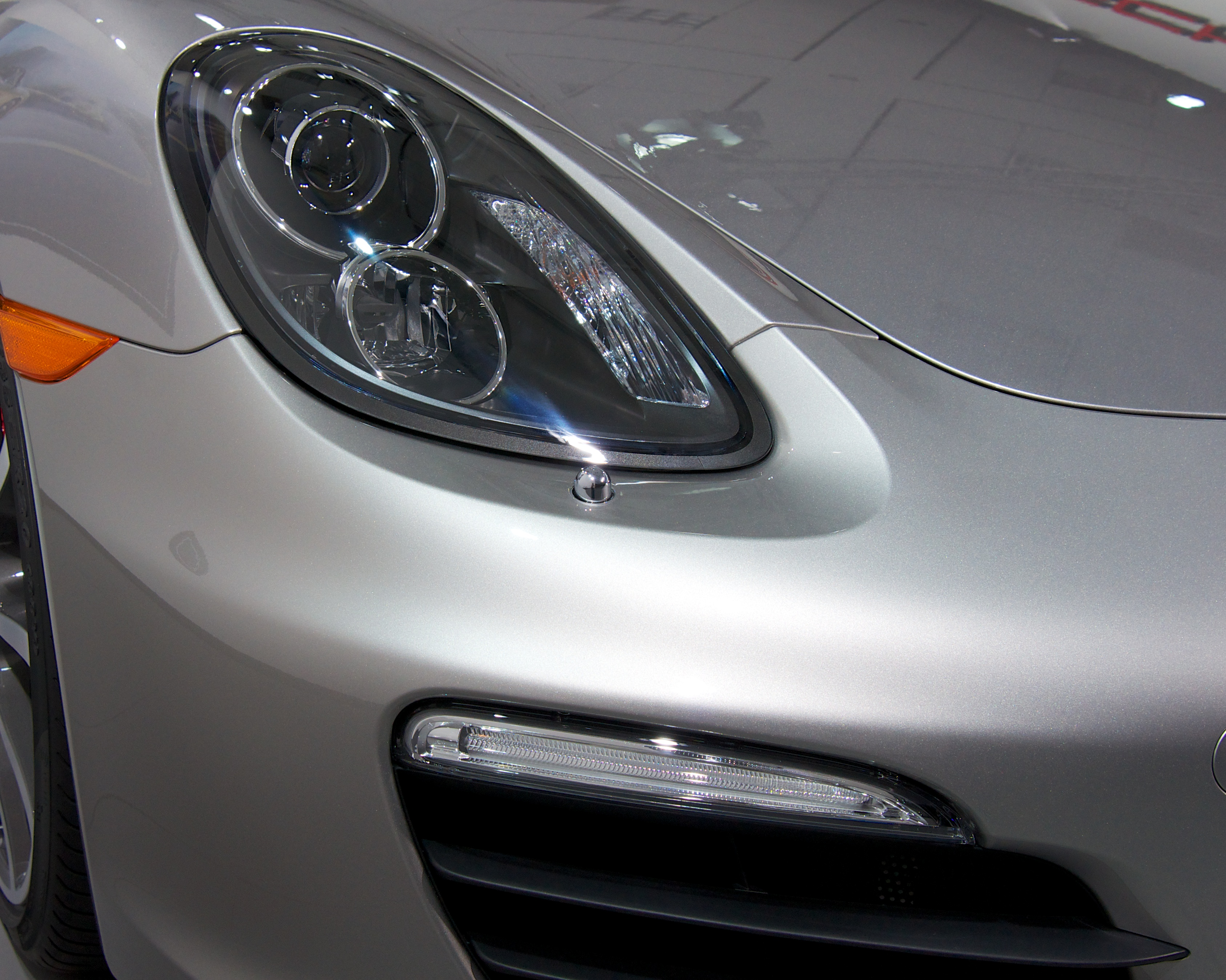
Les optiques avant.
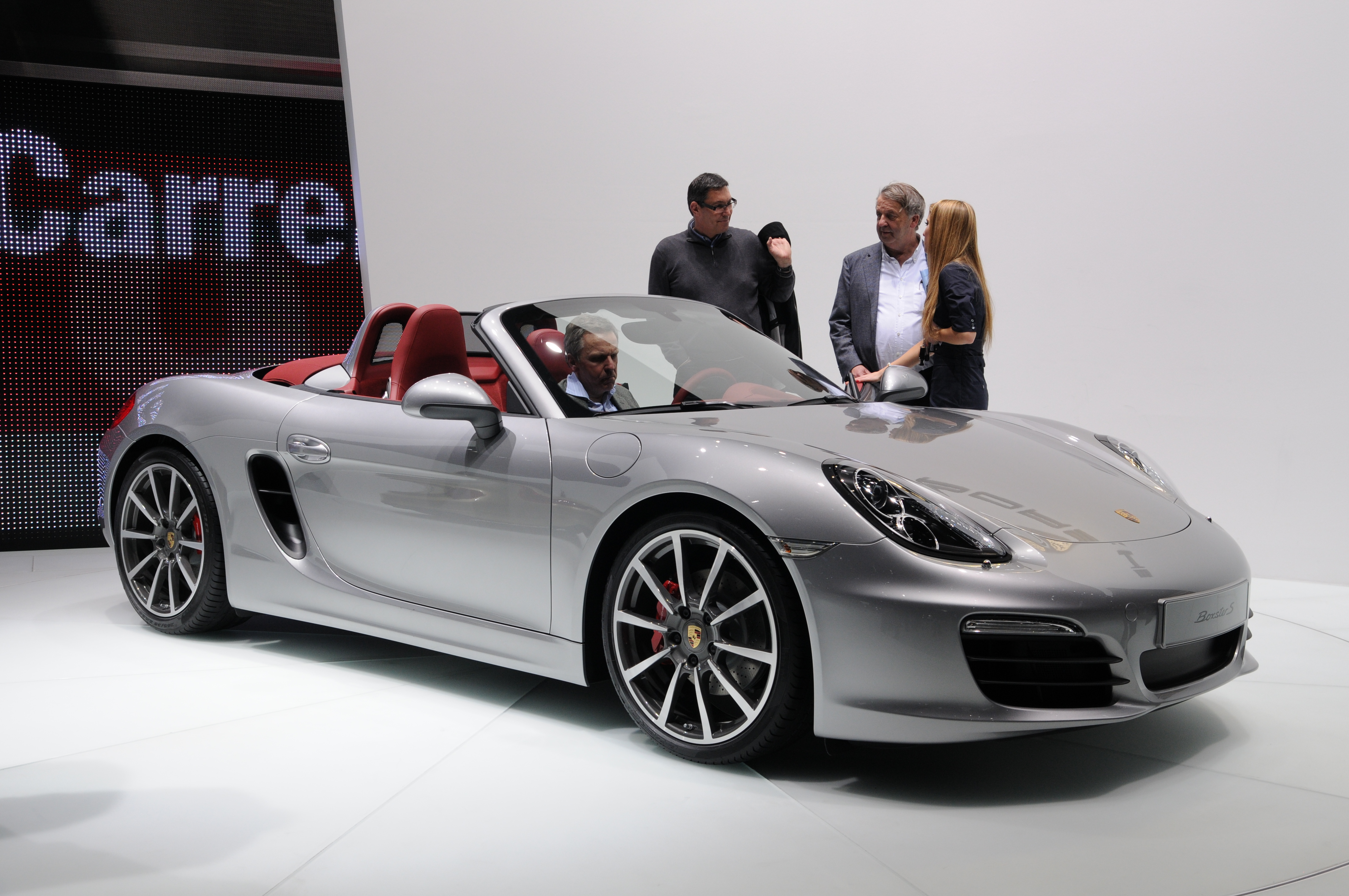
Le Boxster S équipée des jantes « Carrera Classic » de 20 pouces.

#### Boxster GTS
La déclinaison GTS (pour « Gran Turismo Sport ») de la Boxster a été présentée au Salon de l'automobile de New York en mars 2014, en même temps que la Cayman GTS. Elle se veut plus sportive et affirmée que les Boxster et Boxster S.

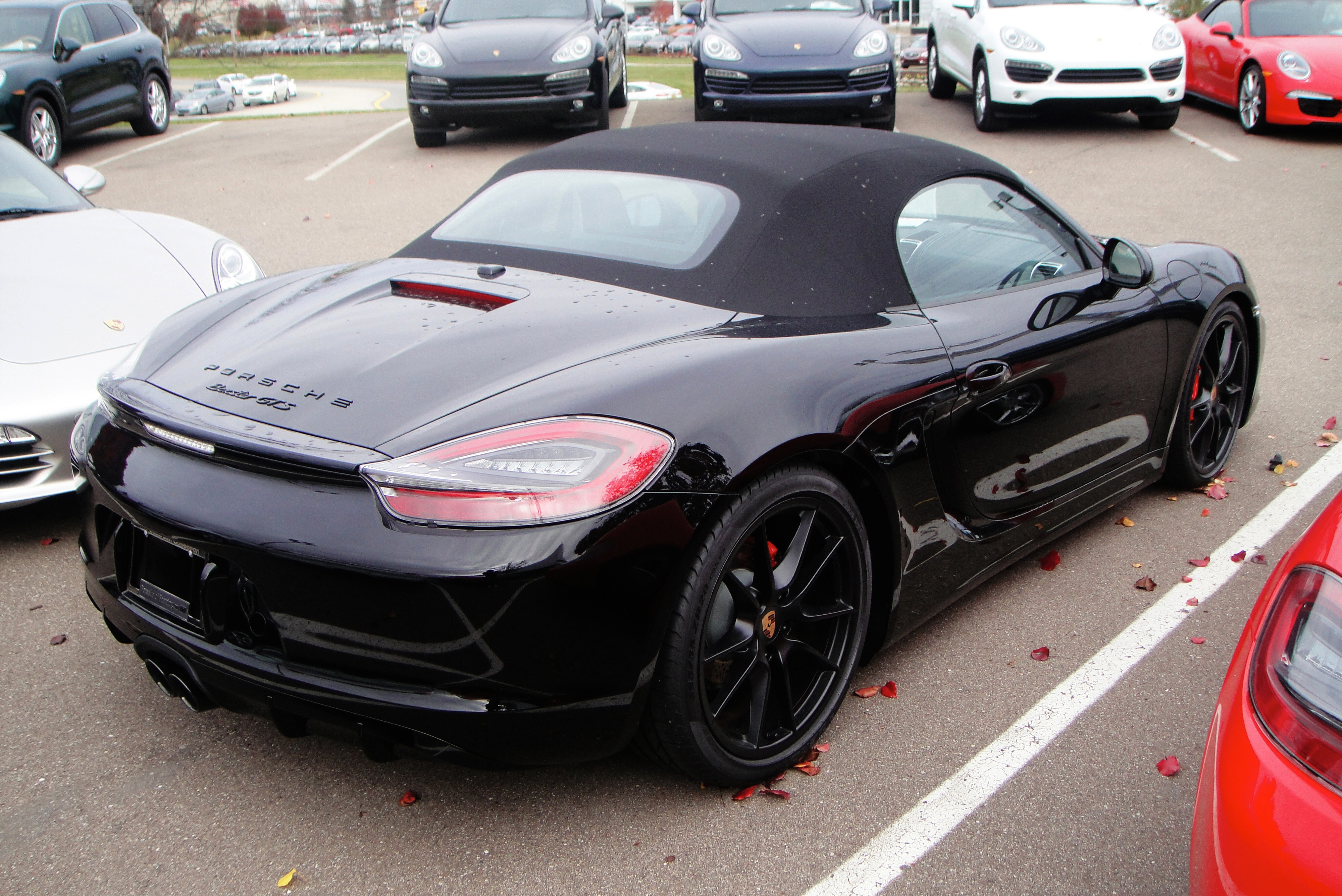
La Boxster GTS vu de 3/4 arrière, avec des jantes Carrera S noires.

Au niveau du design, elle s'en distingue par un bouclier avant revu et plus agressif dont la forme rappelle celui de la 918 Spyder, et des prises d'air sans les deux ailettes horizontales des versions précédentes et des phares bi-xénon cerclés de noir. À l'arrière, son diffuseur est plus affirmé également, ses feux sont teintés, et sa double sortie d'échappement sport de série (en option sur les autres Boxster) est de couleur noire, comme le monogramme. Les jantes de série sont les "Carrera S" de 20 pouces, contrairement aux 18 et 19 pouces pour les Boxster et Boxster S.

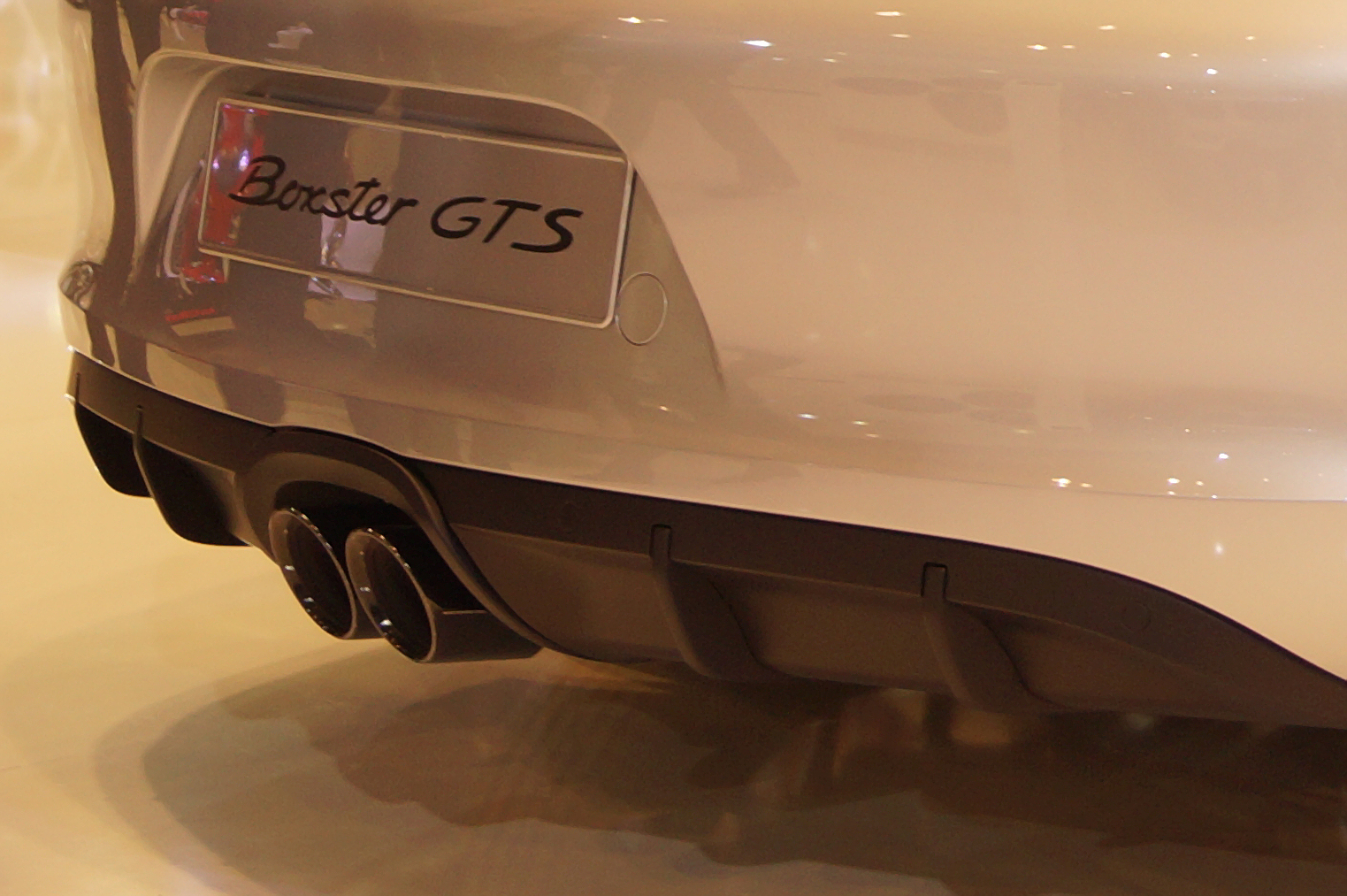
Le diffuseur arrière de la Boxster GTS.

Sa motorisation de 330 ch (15 ch de plus que la version S) et son poids allégé lui confèrent un rapport poids/puissance de 4,1 kg/ch. Elle passe ainsi de 0 à 100 km/h en 5,0 s, et 4,7 s une fois équipée de la boîte PDK et du Pack Sport Chrono, pour atteindre une vitesse maximale de 281 km/h. La suspension PASM (« Porsche Active Suspension Management »), et le Pack Sport Chrono sont présents de série (en option sur les autres Boxster).
La consommation mixte est de 8,2 L/100 km avec la boîte mécanique, et 9,0 L/100 km avec la boîte PDK.

#### Boxster Spyder
Le Boxster Spyder (Type 981) se veut un roadster mettant en avant la performance, avec peu d'équipement afin de l'alléger, comme la précédente Spyder. Il est le plus puissant Boxster, au moment de sa sortie. Il a été présenté lors du Salon de New York, en avril 2015, et est commercialisé depuis le mois de juillet de la même année à un prix de 82 430 €.

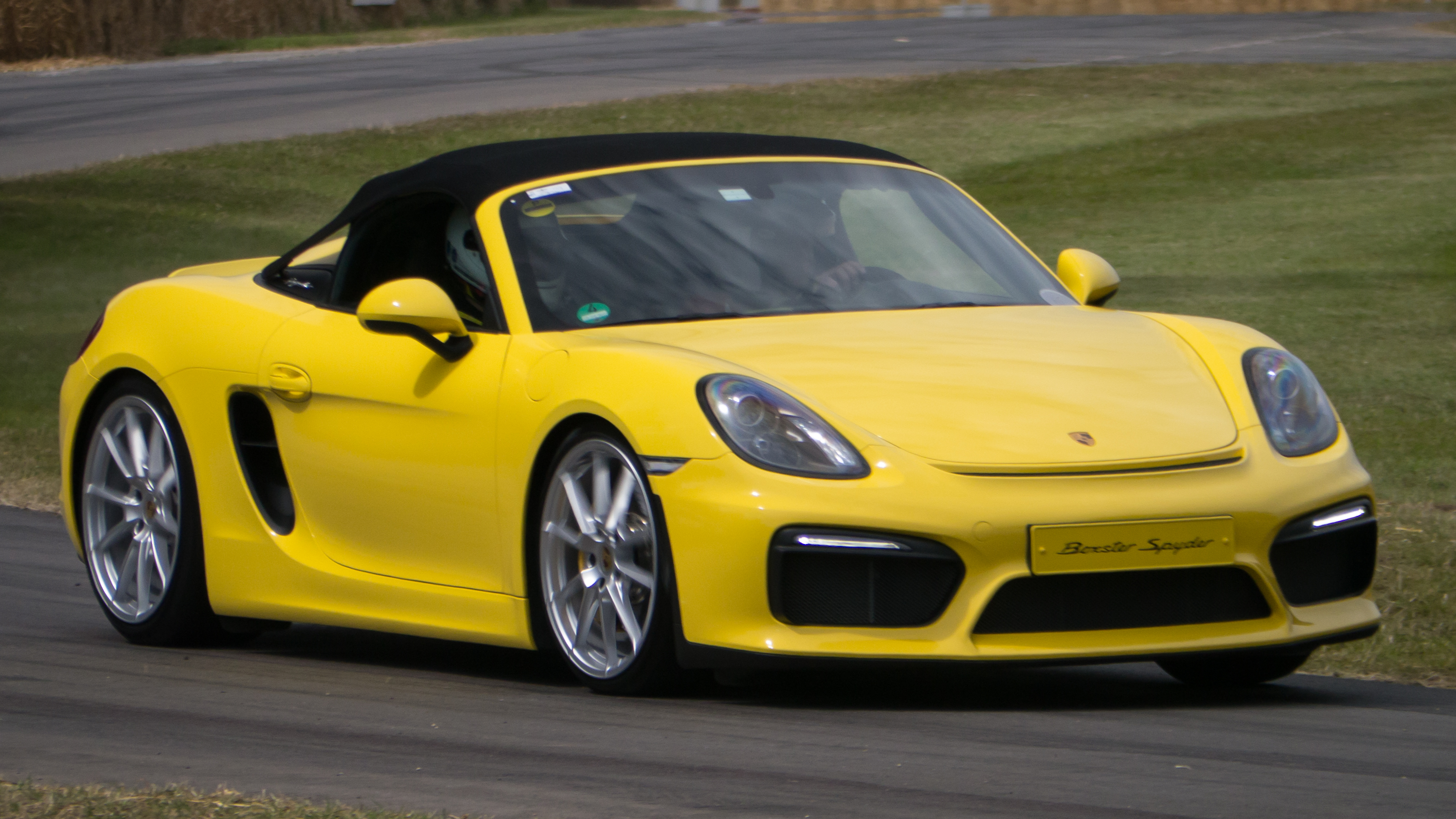
Le Boxster Spyder sur circuit.

Il présente toujours la même particularité extérieure que sur la version de 2009, à savoir le double bossage sur le capot arrière, dans le prolongement des arceaux. Le bouclier avant est proche du Boxster GTS dans sa forme générale, mais il redirige l'air vers une ouïe de ventilation supplémentaire devant le capot de coffre qui permet, selon le constructeur, d'augmenter l'appui aérodynamique. Il dispose de jantes spécifiques de 20 pouces, en étoile à 10 branches, les seules disponibles pour ce modèle.
À l'intérieur, l'équipement est limité afin de gagner en poids, le Spyder perd 15 kg par rapport au Boxster et pèse ainsi 1 315 kg. Il n'y a ni climatisation automatique, ni radio, et les sièges sont en polymères renforcés de fibres de verre et de carbone. Grâce à ces allègements, le rapport poids / puissance est de 3,5, soit la meilleure valeur parmi les Boxster.
Il est motorisé par un six cylindres à plat de 3,8 L proposant 375 ch à 6 700 tr/min (zone rouge se situant à 7800 tr/min) ce qui lui permet d'abattre le 0 à 100 km/h en 4,5 s et d'atteindre une vitesse maximale de 290 km/h. Cela le place d'ailleurs, aussi bien en termes de puissance que de performances, devant le modèle de base de la 911, la 911 Carrera (350 ch et 4,8 s), pour un prix légèrement moindre, et juste derrière le Cayman GT4 (385 ch). La boîte de vitesses est manuelle uniquement, à 6 rapports.
Au niveau du châssis, la carrosserie est rabaissée de 20 mm par rapport au modèle de base, et un différentiel arrière à glissement limité mécanique est présent pour améliorer la motricité en courbe.

#### Édition limitée«Black Edition»
La Boxster 981 est disponible dans une édition limitée « Black Edition » depuis le 18 mai 2015, comme la Boxster S de la génération précédente en 2011. Elle est commercialisée au prix de 61 505 € en France. La 911 (991) a eu droit à son édition noire également, à la même date.
Elle est exclusivement de couleur noire, ainsi que la capote et les arceaux de sécurité. L'équipement de série, enrichi par rapport au modèle de base, comprend le PCM avec module de navigation, les rétroviseurs anti-éblouissement avec capteur de pluie intégré, le volant SportDesign et le Pack Audio Plus. La climatisation bi-zone et les sièges chauffants sont présents de série également. Elle est équipée des jantes Carrera Classic de 20 pouces des phares bi-xénon avec PDLS.
La motorisation est identique à celle du modèle de base, avec le moteur 2,7 L de 265 ch.

### 718 Boxster (2016 -?)

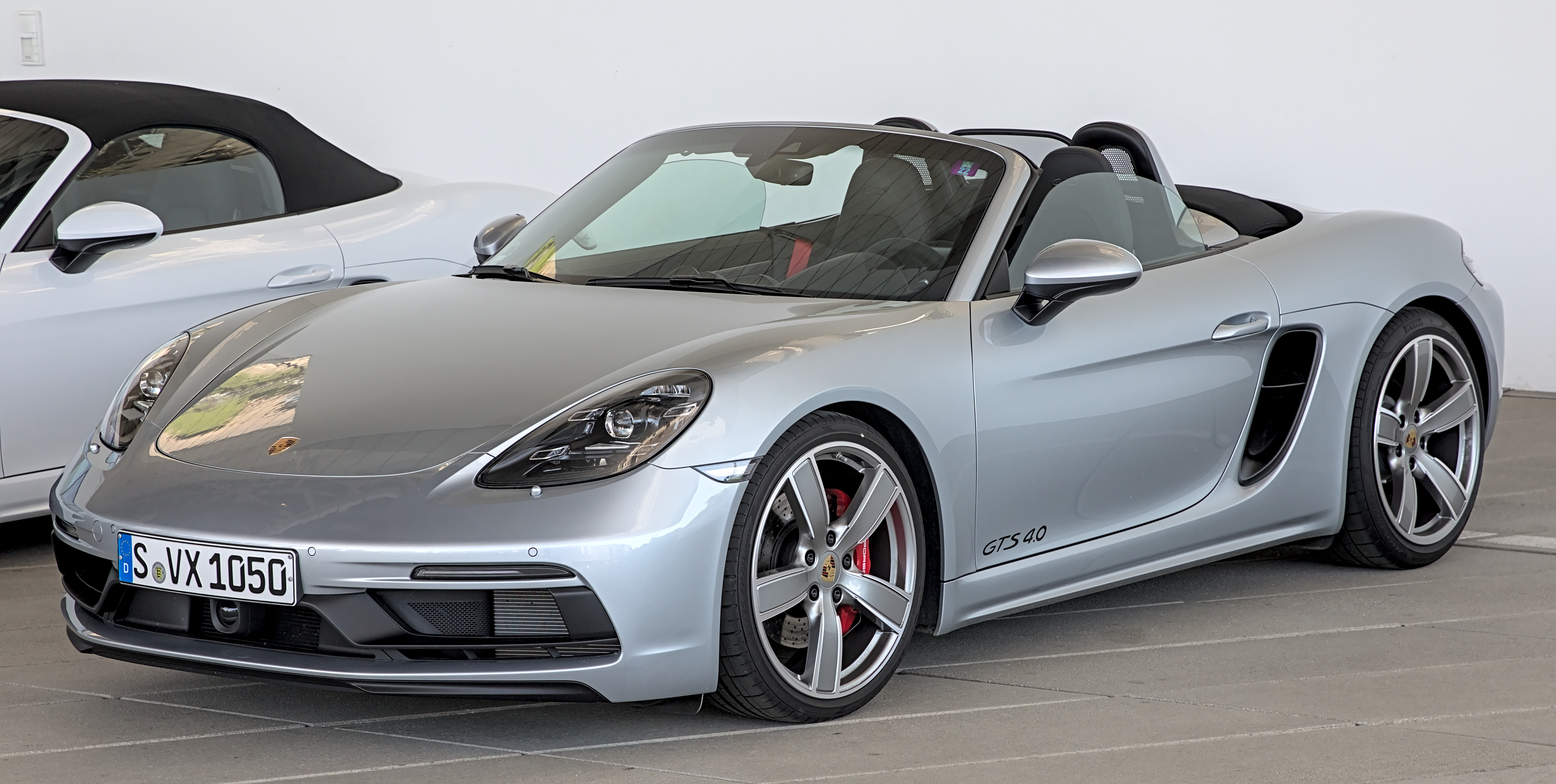
Porsche 718 Boxster

En 2016, le 981 Boxster tire sa révérence et laisse place au 718 qui reçoit un inédit quatre-cylindres suralimente. Les Boxster et Cayman changent alors de nom : ils s'appellent depuis lors 718 Boxster, et 718 Cayman, en référence à la voiture de course présentée en 1957 au Mans. Les 718 Boxster et Cayman seront désormais dotées des mêmes motorisations et partageront de plus nombreuses caractéristiques que par le passé. Ces nouveaux modèles seront présentés courant 2016.

## Historique des motorisations
| Année modèle | Génération  | Modèle         | Moteur             | Alimentation  | Cylindrée en cm3 | Puissance max en ch (kW) à x tr/min | Couple max en N m à x tr/min | Accélération de 0 à 100 km/h, en s | Vitesse max en km/h | Consommation Cycle mixte, en L/100 km |
| ------------ | ----------- | -------------- | ------------------ | ------------- | ---------------- | ----------------------------------- | ---------------------------- | ---------------------------------- | ------------------- | ------------------------------------- |
| 1996         | 986 Phase 1 | Boxster        | Boxer 6 cyl. 2,5 L | Atmosphérique | 2 480            | 204 ch (150 kW) à 6 000 tr/min      | 245 à 4 500 tr/min           | 6,9                                | 240                 | 8,9                                   |
| 2000         | 986 Phase 1 | Boxster        | Boxer 6 cyl. 2,7 L | Atmosphérique | 2 687            | 220 ch (162 kW) à 6 400 tr/min      | 260 à 4 750 tr/min           | 6,6                                | 250                 | 9,9                                   |
| 2000         | 986 Phase 1 | Boxster S      | Boxer 6 cyl. 3,2 L | Atmosphérique | 3 179            | 252 ch (185 kW) à 6 250 tr/min      | 305 à 4 500 tr/min           | 5,9                                | 260                 | 10,7                                  |
| 2003         | 986 Phase 2 | Boxster        | Boxer 6 cyl. 2,7 L | Atmosphérique | 2 687            | 228 ch (168 kW) à 6 300 tr/min      | 260 à 4 700 tr/min           | 6,4                                | 253                 | 9,7                                   |
| 2003         | 986 Phase 2 | Boxster S      | Boxer 6 cyl. 3,2 L | Atmosphérique | 3 179            | 260 ch (191 kW) à 6 200 tr/min      | 310 à 4 600 tr/min           | 5,7                                | 264                 | 10,5                                  |
| 2005         | 987 Phase 1 | Boxster        | Boxer 6 cyl. 2,7 L | Atmosphérique | 2 687            | 240 ch (176 kW) à 6 400 tr/min      | 270 à 4 700 - 6 000 tr/min   | 6,2                                | 256                 | 9,6                                   |
| 2005         | 987 Phase 1 | Boxster S      | Boxer 6 cyl. 3,2 L | Atmosphérique | 3 179            | 280 ch (206 kW) à 6 200 tr/min      | 320 à 4 700 - 6 000 tr/min   | 5,5                                | 268                 | 10,4                                  |
| 2007         | 987 Phase 1 | Boxster        | Boxer 6 cyl. 2,7 L | Atmosphérique | 2 687            | 245 ch (180 kW) à 6 500 tr/min      | 273 à 4 600 - 6 000 tr/min   | 6,1                                | 258                 | 9,3                                   |
| 2007         | 987 Phase 1 | Boxster S      | Boxer 6 cyl. 3,4 L | Atmosphérique | 3 387            | 295 ch (217 kW) à 6 250 tr/min      | 340 à 4 400 - 6 000 tr/min   | 5,4                                | 272                 | 10,6                                  |
| 2009         | 987 Phase 2 | Boxster        | Boxer 6 cyl. 2,9 L | Atmosphérique | 2 893            | 255 ch (188 kW) à 6 400 tr/min      | 290 à 4 400 - 6 000 tr/min   | 5,9                                | 263                 | 9,4                                   |
| 2009         | 987 Phase 2 | Boxster S      | Boxer 6 cyl. 3,4 L | Atmosphérique | 3 436            | 310 ch (228 kW) à 6 400 tr/min      | 360 à 4 400 - 5 500 tr/min   | 5,3                                | 274                 | 9,8                                   |
| 2010         | 987 Phase 2 | Boxster Spyder | Boxer 6 cyl. 3,4 L | Atmosphérique | 3 436            | 320 ch (235 kW) à 7 200 tr/min      | 370 à 4 750 tr/min           | 5,1                                | 267                 | 9,7                                   |
| 2012         | 981 Phase 1 | Boxster        | Boxer 6 cyl. 2,7 L | Atmosphérique | 2 706            | 265 ch (195 kW) à 6 700 tr/min      | 280 à 4 500 - 6 500 tr/min   | 5,8                                | 264                 | 8,4                                   |
| 2012         | 981 Phase 1 | Boxster S      | Boxer 6 cyl. 3,4 L | Atmosphérique | 3 436            | 315 ch (232 kW) à 6 700 tr/min      | 360 à 4 500 - 5 800 tr/min   | 5,1                                | 279                 | 9,0                                   |
| 2014         | 981 Phase 1 | Boxster GTS    | Boxer 6 cyl. 3,4 L | Atmosphérique | 3 436            | 330 ch (243 kW) à 6 700 tr/min      | 370 à 4 500 - 5 800 tr/min   | 5,0                                | 281                 | 9,0                                   |
| 2015         | 981 Phase 1 | Boxster Spyder | Boxer 6 cyl. 3,8 L | Atmosphérique | 3 800            | 375 ch (276 kW) à 6 700 tr/min      | 420 à 4 750 - 6 000 tr/min   | 4,5                                | 290                 | 9,9                                   |

Note : Données de performances et consommation pour la boîte mécanique, par simplification.

## Lieux de fabrication
- Zuffenhausen - Allemagne - Usine Porsche
- Uusikaupunki - Finlande - Usine Valmet Automotive[27]
- Osnabrück - Allemagne - Usine Volkswagen

Le lieu de fabrication est indiqué par le onzième caractère du numéro de série :
- type 986 : WP0ZZZ98Zxx6xxxxx
- type 987 : WP0ZZZ98Zxx7xxxxx
- type 981 : WP0ZZZ98Zxx1xxxxx
- S pour Zuffenhausen (Stuttgart) - WP0ZZZ98ZYS6xxxxx pour un modèle 2000 fabriqué à Stuttgart
- U pour Uusikaupunki
- K pour Osnabrück

## Compétition

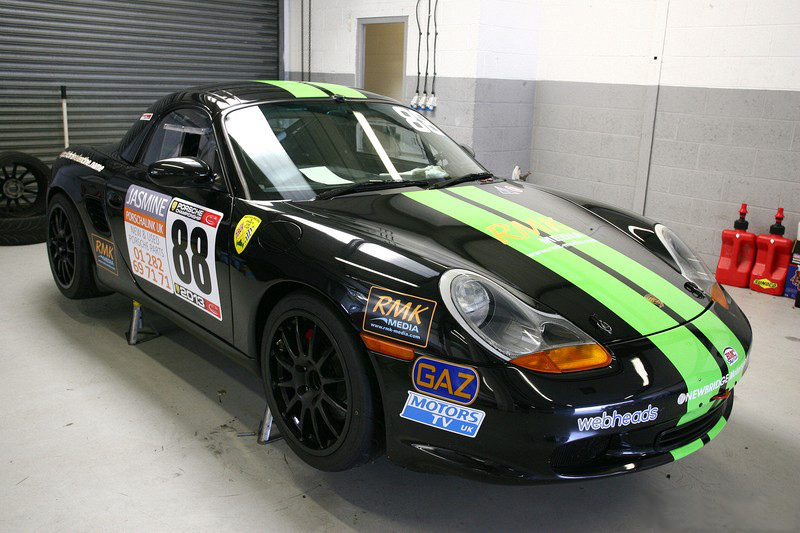
Une Boxster 986 en version course, au Toyo Tires BRSCC Porsche Championship.

La Boxster est utilisée dans un certain nombre de compétitions dans le monde.
Aux États-Unis, une compétition basée sur la Boxster 2,5 L de 1997 à 1999 est organisée par la National Auto Sport Association (NASA).
Au Royaume-Uni, la Boxster participe depuis 2010 au BRSCC Porsche Championship, avec des véhicules de production ou préparés pour la course. Elle court également dans le Porsche Club Championship, organisé par Porsche Club Great Britain.

## Ventes
| Année | Unités vendues | Évolution des ventes | Unités livrées | Évolution des livraisons |
| ----- | -------------- | -------------------- | -------------- | ------------------------ |
| 2010  |                |                      |                |                          |
| 2011  | 6 092          |                      |                |                          |
| 2012  | 10 126         | + 66,2 %             | 9 253          |                          |
| 2013  | 14 730         | + 45,5 %             | 15 229         | + 64,6 %                 |
| 2014  |                |                      | 12 833         | - 15,7 %                 |
| 2015  | -              | -                    | -              | -                        |

## Récompenses
Depuis le début de sa commercialisation, la Porsche Boxster a reçu un grand nombre de récompenses. Elle a notamment figuré à seize reprises dans les 10Best du magazine américain Car and Driver, et été récompensée à sept reprises par un All-Star Award d'Automobile Magazine. Plusieurs magazines l'ont également désignée « voiture de l'année ».
Cliquer sur dérouler pour afficher la liste :